# Liste der Kulturdenkmäler in Dörnhagen
Die Liste der Kulturdenkmäler in Dörnhagen enthält alle Kulturdenkmäler im Ortsteil Dörnhagen der nordhessischen Gemeinde Fuldabrück, die in der vom Landesamt für Denkmalpflege Hessen 2011 herausgegebenen Denkmaltopographie veröffentlicht wurden.

## Legende
- Bezeichnung: Nennt den Namen, die Bezeichnung oder die Art des Kulturdenkmals.
- Lage: Nennt den Straßennamen und wenn vorhanden die Hausnummer des Kulturdenkmals. Die Grundsortierung der Liste erfolgt nach dieser Adresse. Der Link „Karte“ führt zu verschiedenen Kartendarstellungen und nennt die Koordinaten des Kulturdenkmals.
- Datierung: Gibt die Datierung an; das Jahr der Fertigstellung bzw. den Zeitraum der Errichtung. Eine Sortierung nach Jahr ist möglich.
- Beschreibung: Nennt bauliche und geschichtliche Einzelheiten des Kulturdenkmals, vorzugsweise die Denkmaleigenschaften.
- Objekt-Nr: Gibt, sofern vorhanden, die vom Landesamt für Denkmalpflege vergebene Objekt-ID des Kulturdenkmals an.

## Denkmalliste
| Bild                   | Bezeichnung                        | Lage                                                                   | Beschreibung | Bauzeit                 | Objekt-Nr. |
| ---------------------- | ---------------------------------- | ---------------------------------------------------------------------- | --- | ----------------------- | ---------- |
| Bild gesucht BW        | Gesamtanlage historischer Ortskern | Gesamtanlage (siehe Beschreibung) Lage                                 | Gesamtanlage historischer Ortskern: An der Kirche 1–13, 2–12; Am Rain 1–7, 2–6; Bachstraße 1, 3, 2–8; Dennhäuser Straße 1–23, 2–26; Guxhagener Straße 1–3; Melsunger Straße 15–21, 30, 34–42 | 18. Jh.                 | 87788 DDB  |
| Einhaus                | Einhaus                            | An der Kirche 1 LageFlur: 18, Flurstück: 59/1, 59/2                    | Zweigeschossiges Einhaus mit Fachwerkgefüge | 1. Hälfte 18. Jh.       | 87432 DDB  |
| Wohnhaus               | Wohnhaus                           | An der Kirche 2 LageFlur: 18, Flurstück: 59/1, 59/2                    | Zweigeschossiges Wohnhaus mit Eichenfachwerkgefüge | 18. Jh.                 | 87433 DDB  |
| Streckhofanlage        | Streckhofanlage                    | An der Kirche 3 LageFlur: 18, Flurstück: 58/1                          | Streckhofanlage mit Einhaus als zweigeschossige Rähmkonstruktion sowie zweigeschossigem Stall- und Scheunentrakt                                                                             | 2. Hälfte 18. Jh.       | 87434 DDB  |
| Scheune                | Scheune                            | An der Kirche 4 LageFlur: 18, Flurstück: 49/3                          | Scheune einer Hofanlage in Rähmbauweise | Bez. 1749 und 1798      | 87435 DDB  |
| Streckhof              | Streckhof                          | An der Kirche 8 LageFlur: 18, Flurstück: 123/33                        | Streckhof mit Einhaus | Mitte 18. Jh.           | 87436 DDB  |
| Einhaus                | Einhaus                            | An der Kirche 9 LageFlur: 18, Flurstück: 34/1                          | Einhaus mit Fachwerkgefüge | Letztes Drittel 17. Jh. | 87437 DDB  |
| weitere Bilder         | Ev. Kirche                         | An der Kirche 13, An der Kirche LageFlur: 18, Flurstück: 47/1, 48      | Evangelische Kirche - Saalkirche romanischen Ursprungs | 12. Jh.                 | 87438 DDB  |
| Streckhofanlage        | Streckhofanlage                    | Bachstraße 3, Bachstraße 1a LageFlur: 14, Flurstück: 10/10, 10/3, 12/1 | Streckhofanlage mit ehemaligem Einhaus sowie Wirtschaftstrakt und Scheune | 1. Hälfte 18. Jh.       | 87439 DDB  |
| Wohnhaus               | Wohnhaus                           | Dennhäuser Straße 4 LageFlur: 16, Flurstück: 8/4                       | Wohnhaus einer Hofanlage mit Krüppelwalmdach | 1800                    | 87440 DDB  |
| Ursprüngliches Ernhaus | Ursprüngliches Ernhaus             | Gasse 1 LageFlur: 18, Flurstück: 69/2                                  | Ursprüngliches Ernhaus in zweigeschossiger Rähmkonstruktion | Mitte 18. Jh.           | 87441 DDB  |
| Fachwerkwohnhaus       | Fachwerkwohnhaus                   | Gasse 13 LageFlur: 18, Flurstück: 248/82                               | Zweigeschossiges Fachwerkwohnhaus | Letztes Drittel 18. Jh. | 87442 DDB  |
| Einhaus                | Einhaus                            | Guntershäuser Straße 3 LageFlur: 18, Flurstück: 23/1                   | Zweigeschossiges Einhaus | Ende 18. Jh.            | 87443 DDB  |
| Wohnhaus               | Wohnhaus                           | Guntershäuser Straße 8 LageFlur: 17, Flurstück: 22/2                   | Wohnhaus und Scheune eines Parallelhofs | Bez. 1808               | 87445 DDB  |
| Streckhofanlage        | Streckhofanlage                    | Guntershäuser Straße 12 LageFlur: 17, Flurstück: 18/3                  | Streckhofanlage mit Erntennenhaus | 2. Hälfte 18. Jh.       | 87444 DDB  |
| Bild gesucht BW        | Ernhaus und Scheune                | Guntershäuser Straße 23 LageFlur: 18, Flurstück: 4/5                   | Ernhaus und Scheune mit Fachwerkgefüge | 3. Hälfte 18. Jh.       | 87446 DDB  |
| Bild gesucht BW        | Scheune                            | Guntershäuser Straße 26 LageFlur: 17, Flurstück: 7/1                   | Scheune mit Rähmkonstruktion | Bez. 1813               | 87447 DDB  |
| Bild gesucht BW        | Ehem. Forsthaus                    | Melsunger Straße 2 LageFlur: 4, Flurstück: 2/1                         | Ehemaliges Forsthaus mit Backhaus im rückwärtigen Garten | 1891                    | 87449 DDB  |
| Bild gesucht BW        | Hofanlage                          | Melsunger Straße 6 LageFlur: 4, Flurstück: 4/5                         | L-förmige Hofanlage mit zweigeschossigem Wohngebäude mit Rähmkonstruktion | Anfang 20. Jh.          | 87448 DDB  |
| Bild gesucht BW        | Forstläuferhof                     | Melsunger Straße 14 LageFlur: 15, Flurstück: 23/1                      | Forstläuferhof – Hofanlage mit zweigeschossigem Wohngebäude | Letztes Drittel 18. Jh. | 87450 DDB  |
| Bild gesucht BW        | Hofanlage                          | Melsunger Straße 38 LageFlur: 18, Flurstück: 67/3                      | Winklige Hofanlage mit Fachwerkwohnhaus | 2. Hälfte 18. Jh.       | 87451 DDB  |

Denkmäler der Gesamtanlage historischer Ortskern ohne eigenen Eintrag in der Topographie
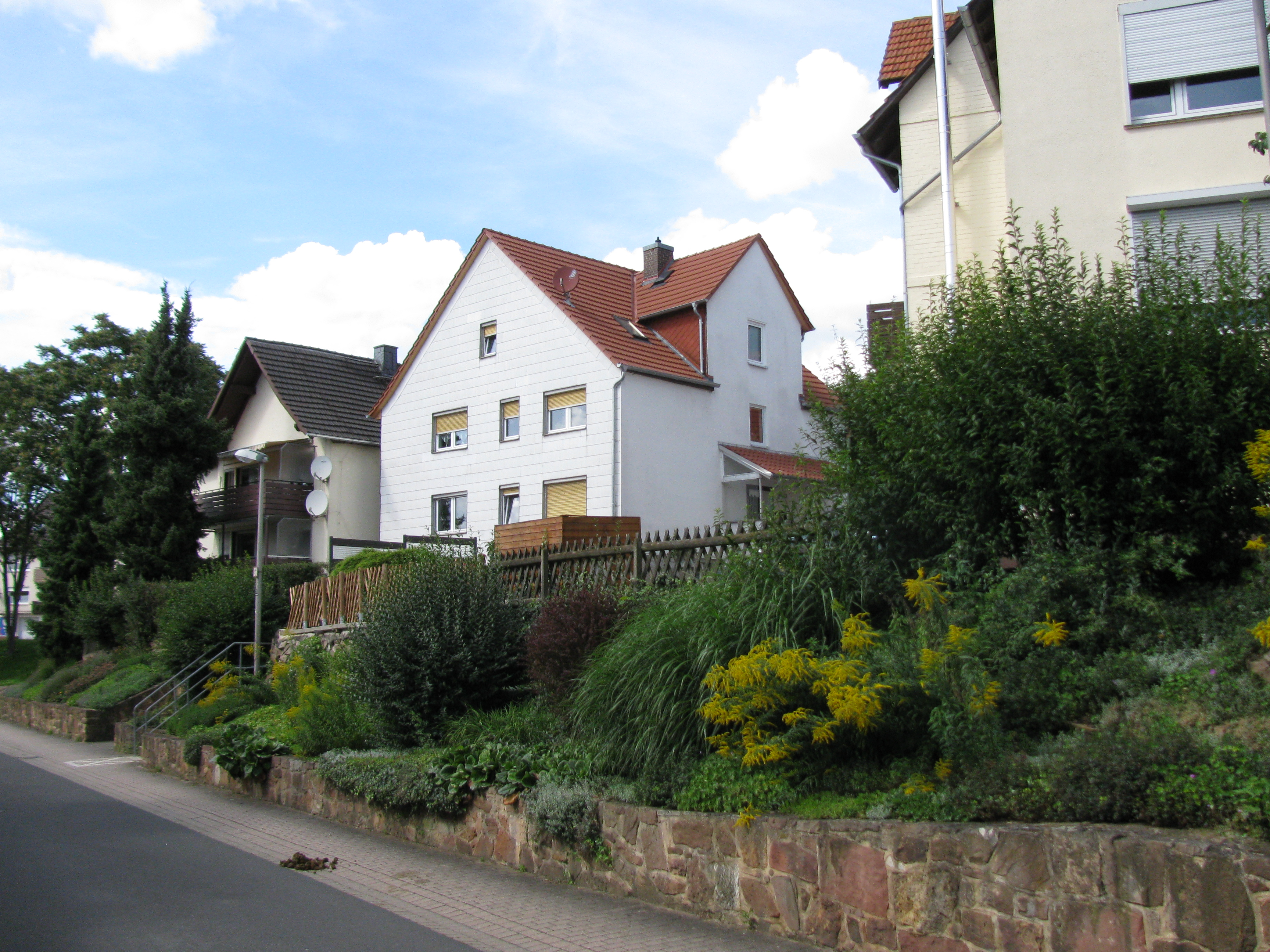
Am Rain 2
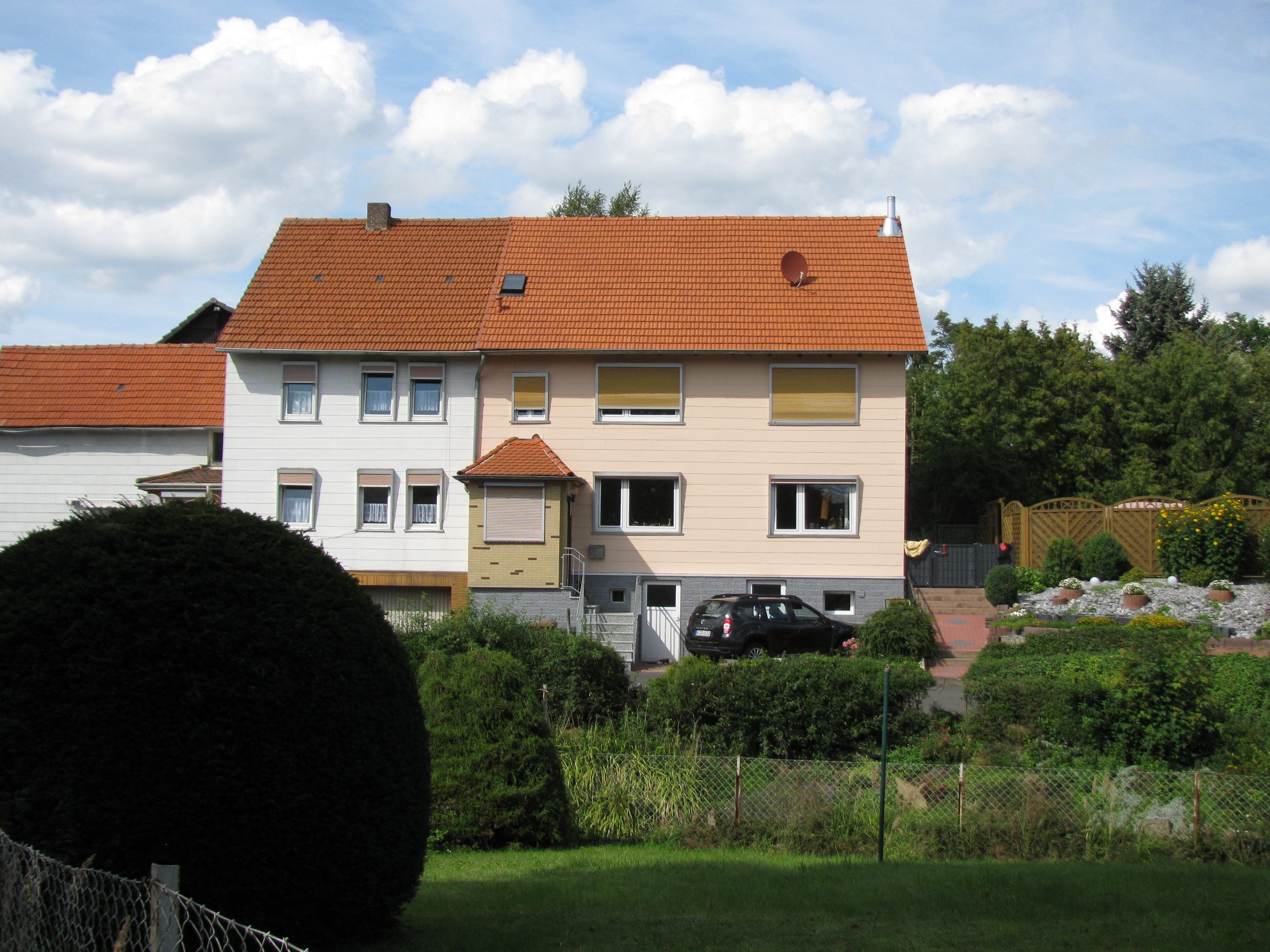
Am Rain 7
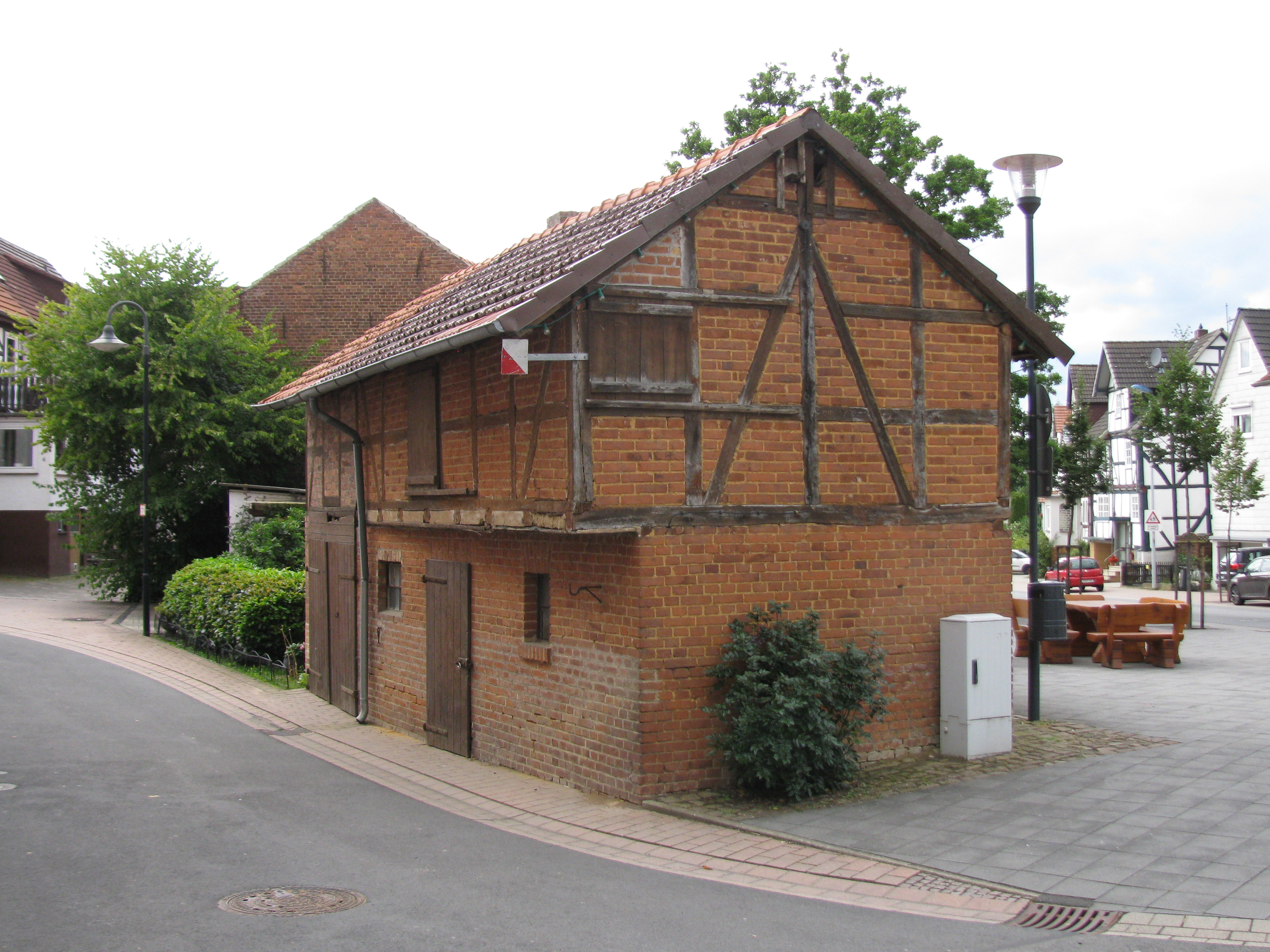
An der Kirche
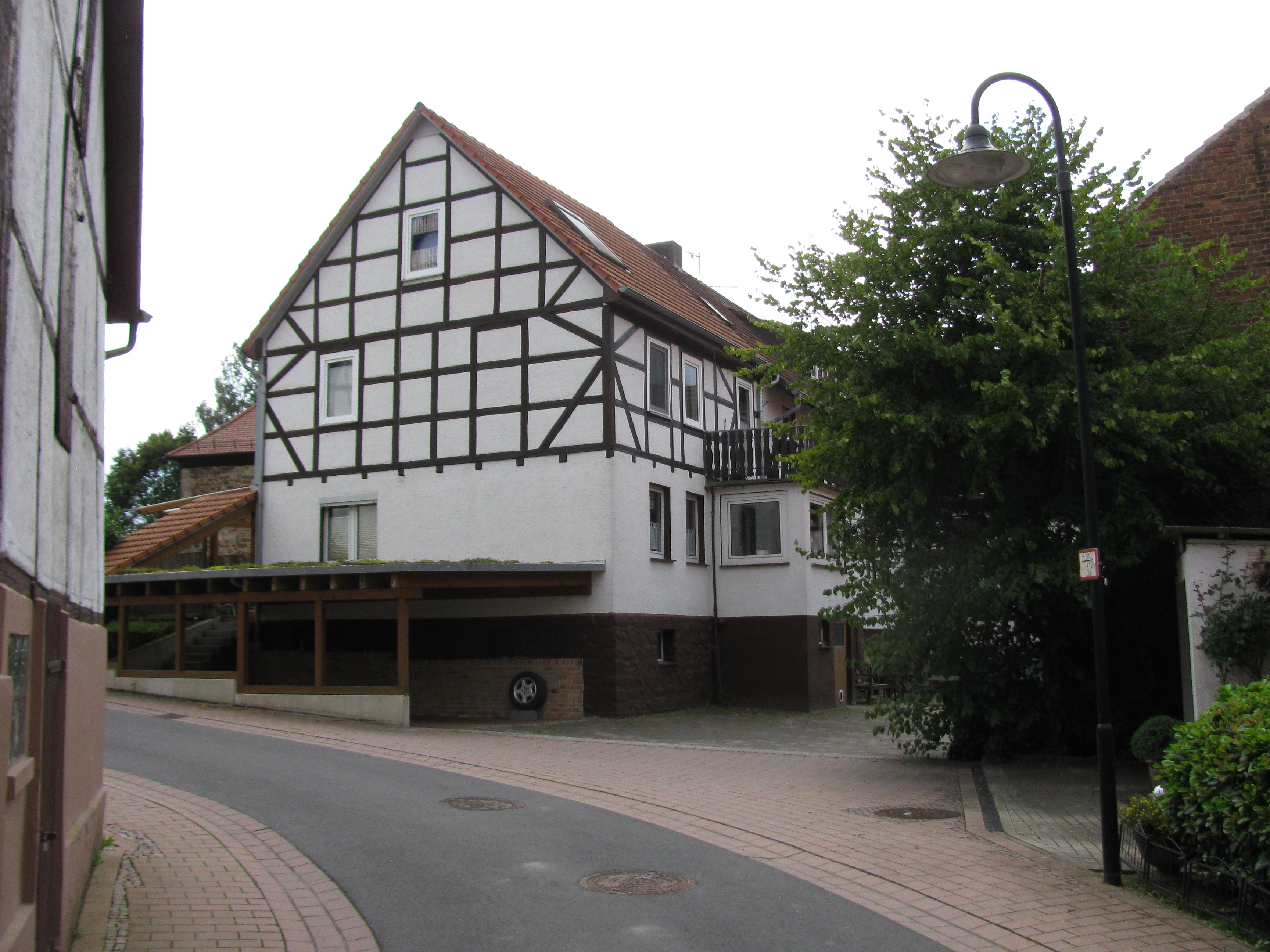
An der Kirche 4
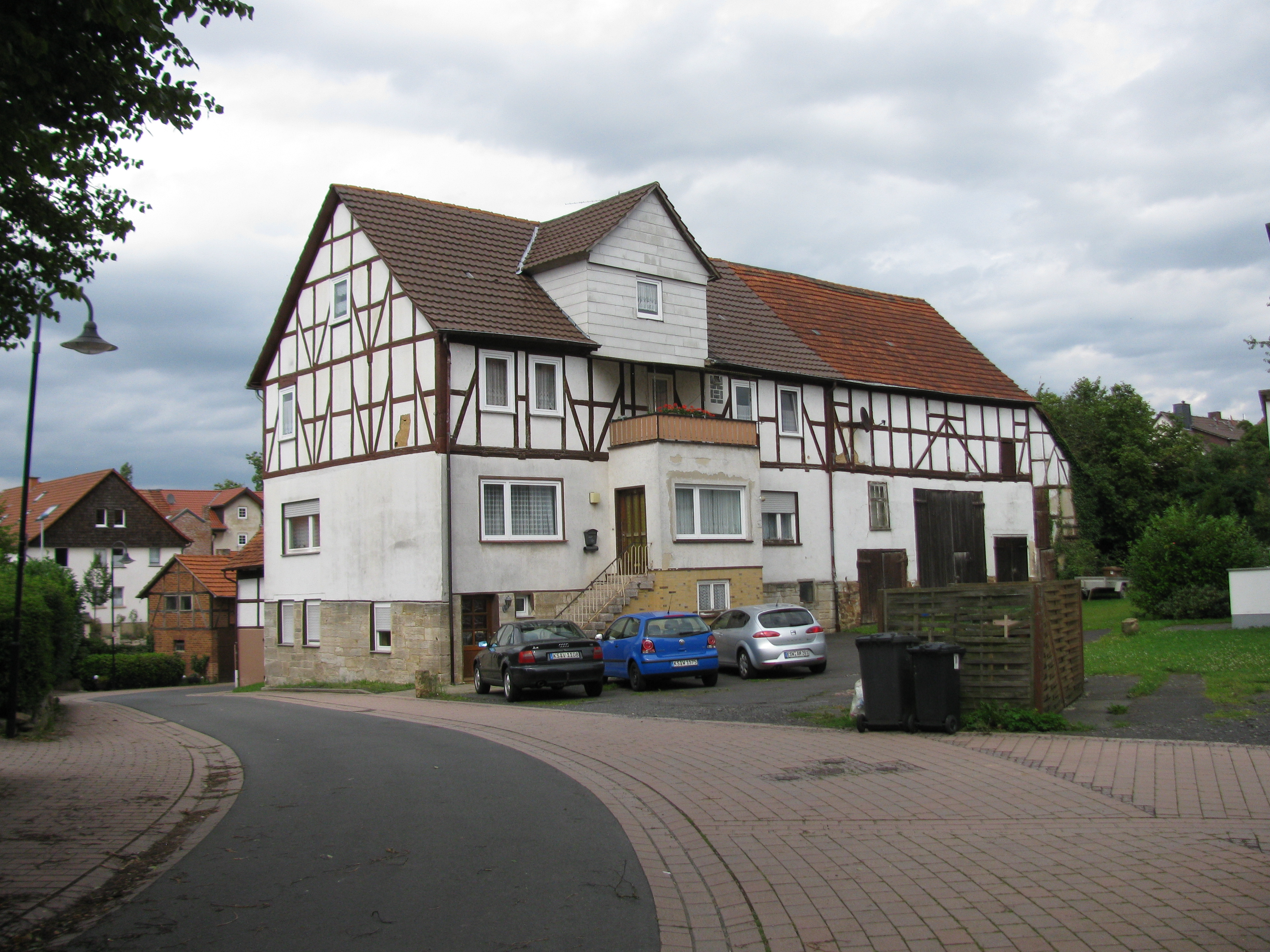
An der Kirche 5
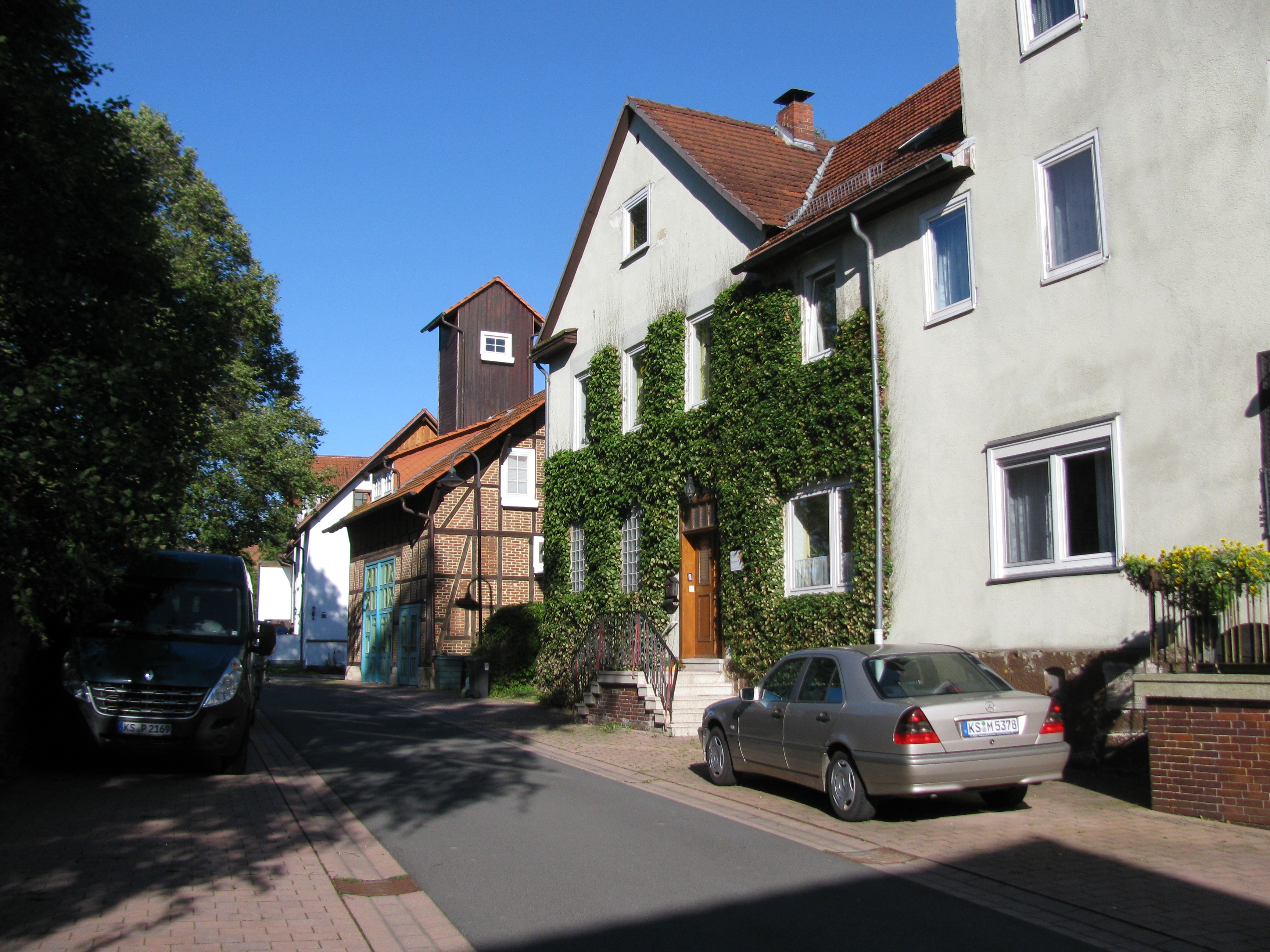
An der Kirche 6
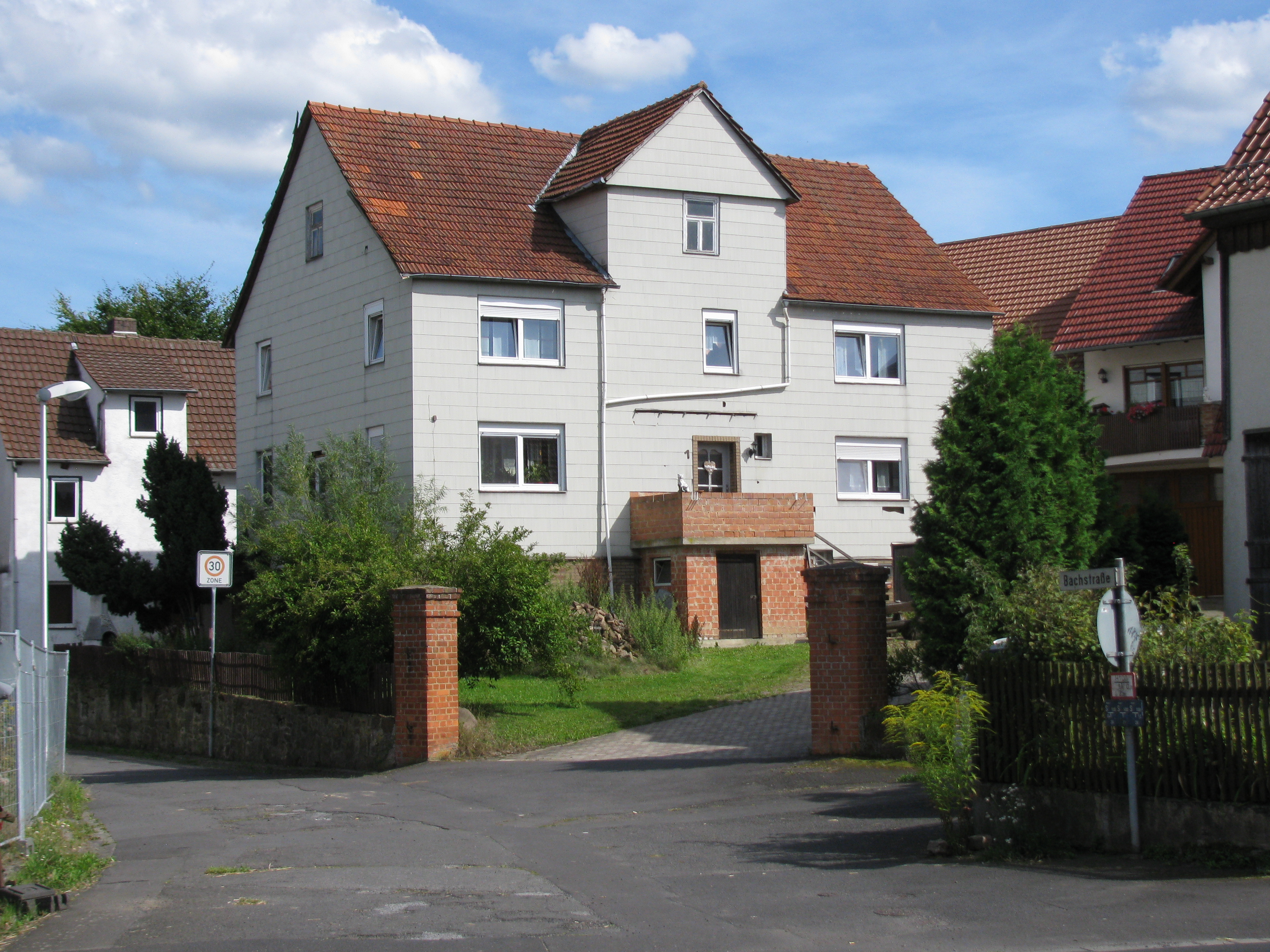
Bachstraße 1
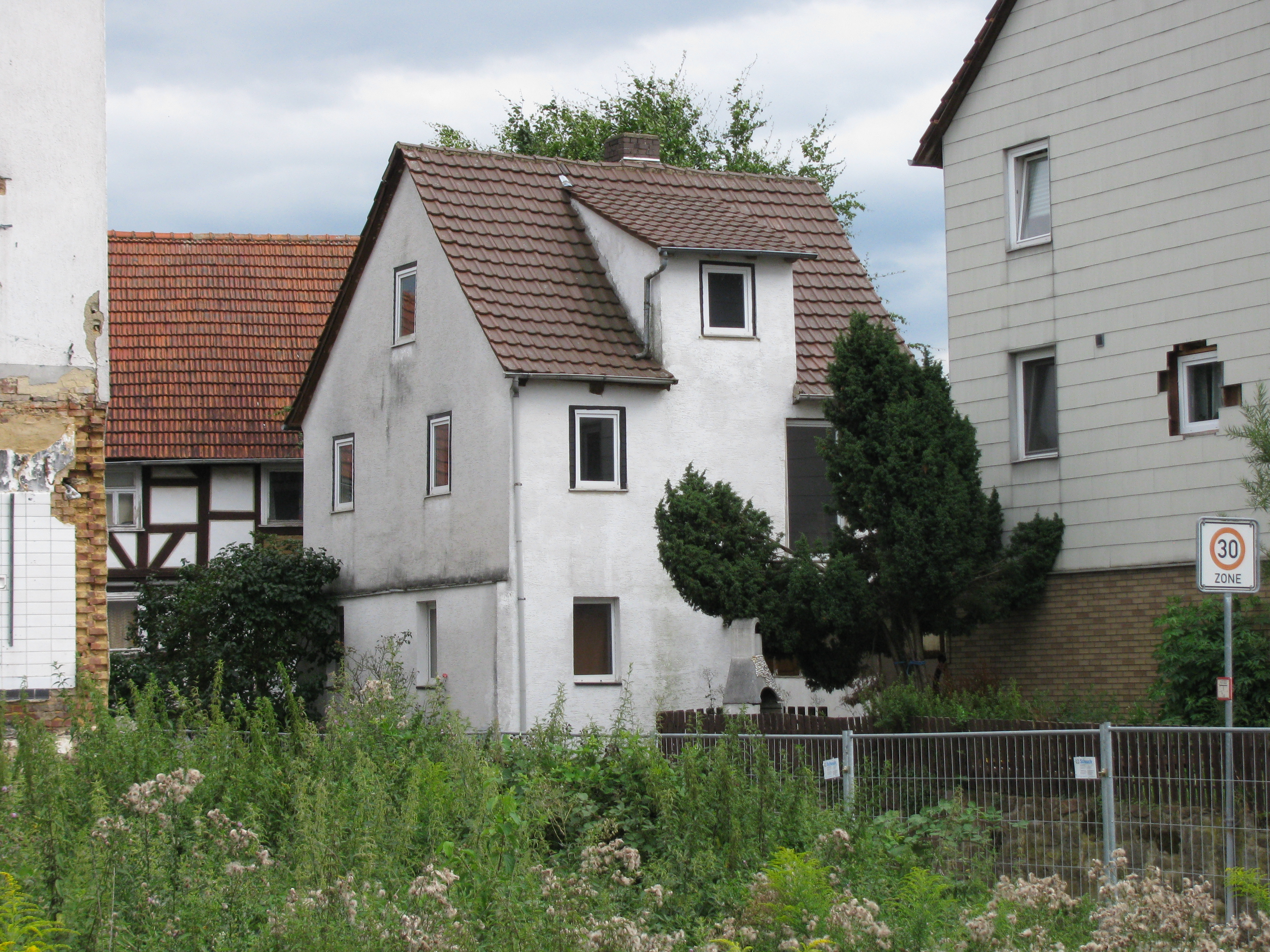
Bachstraße 2
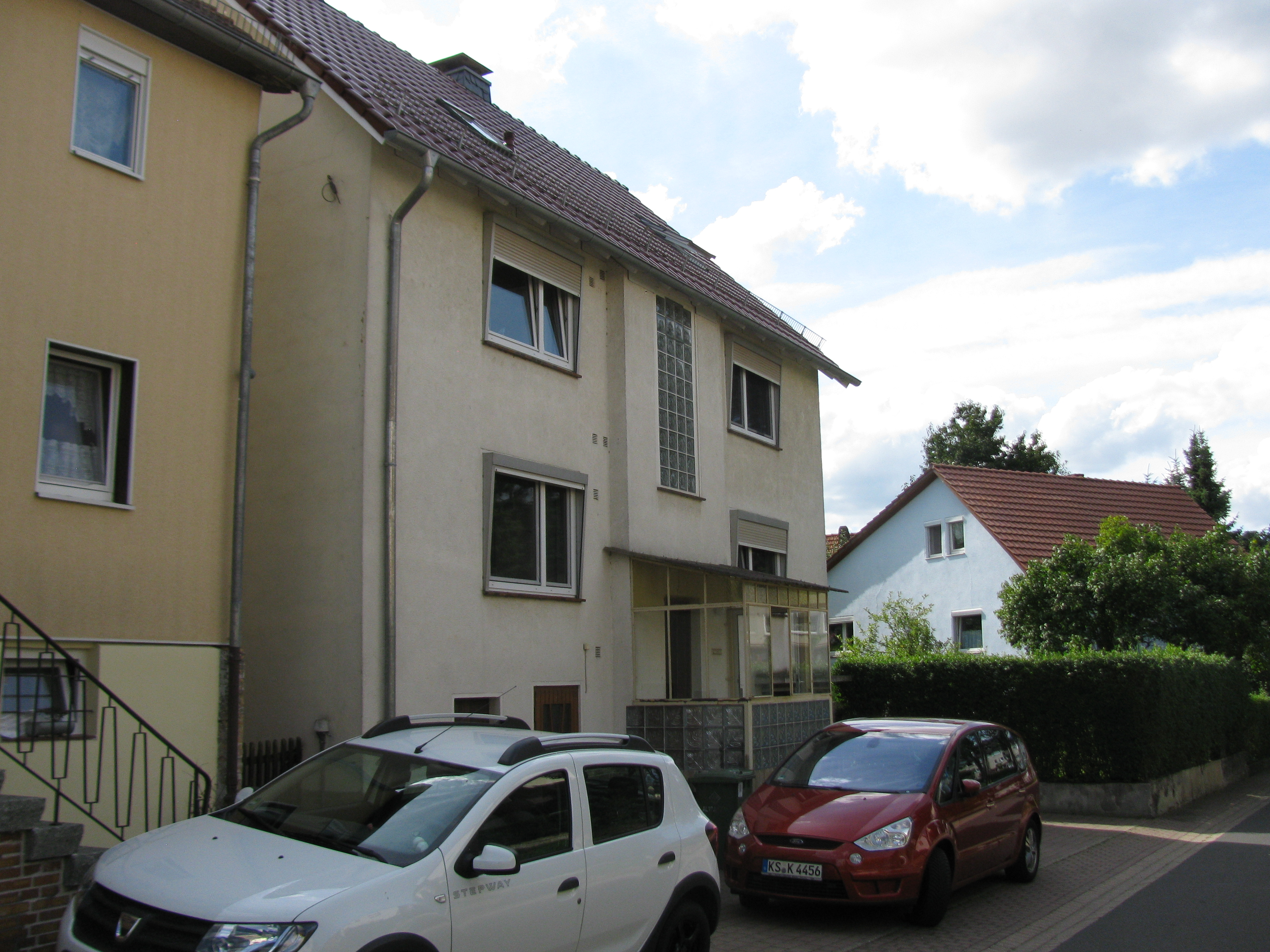
Bachstraße 5
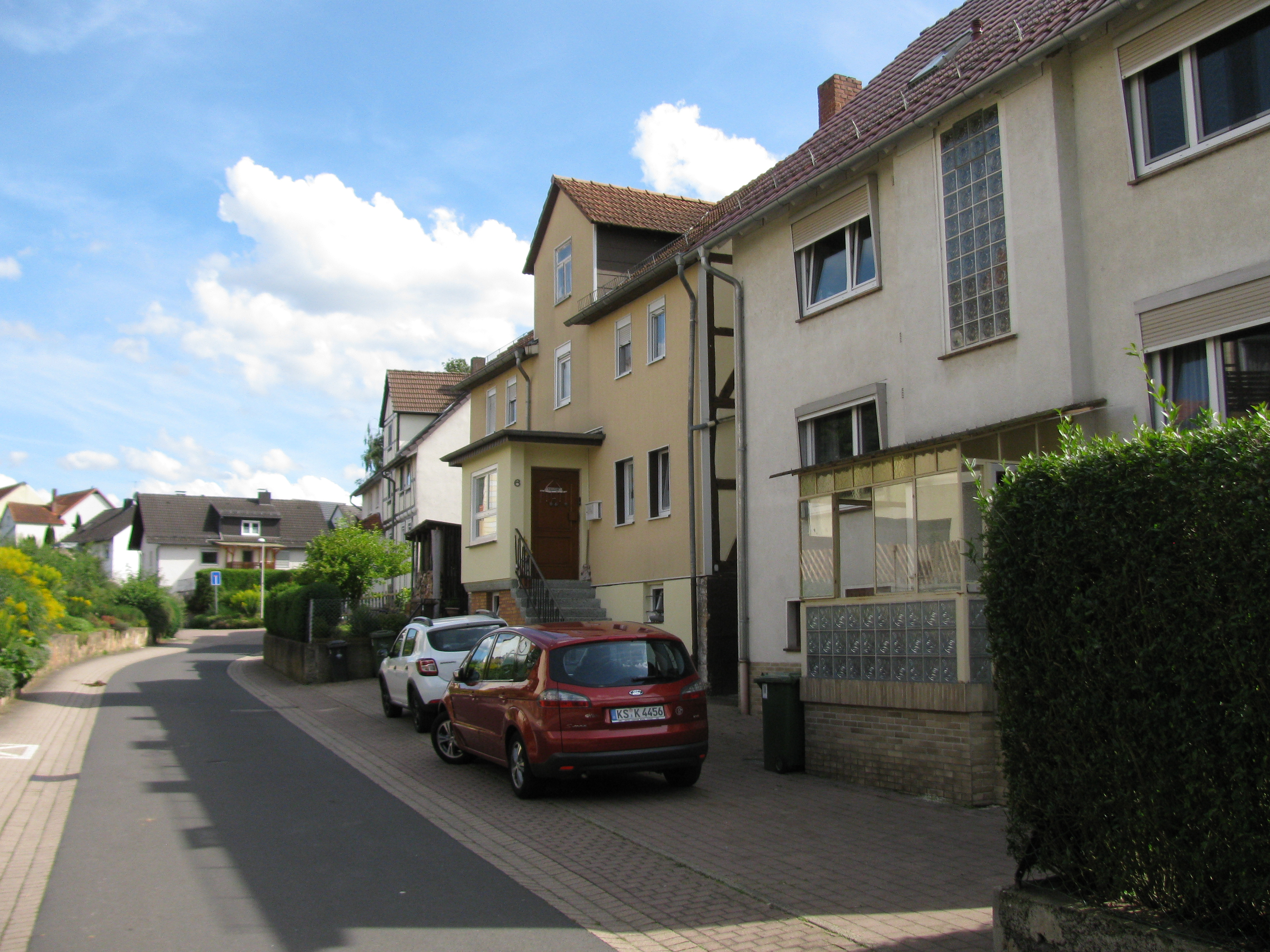
Bachstraße 6
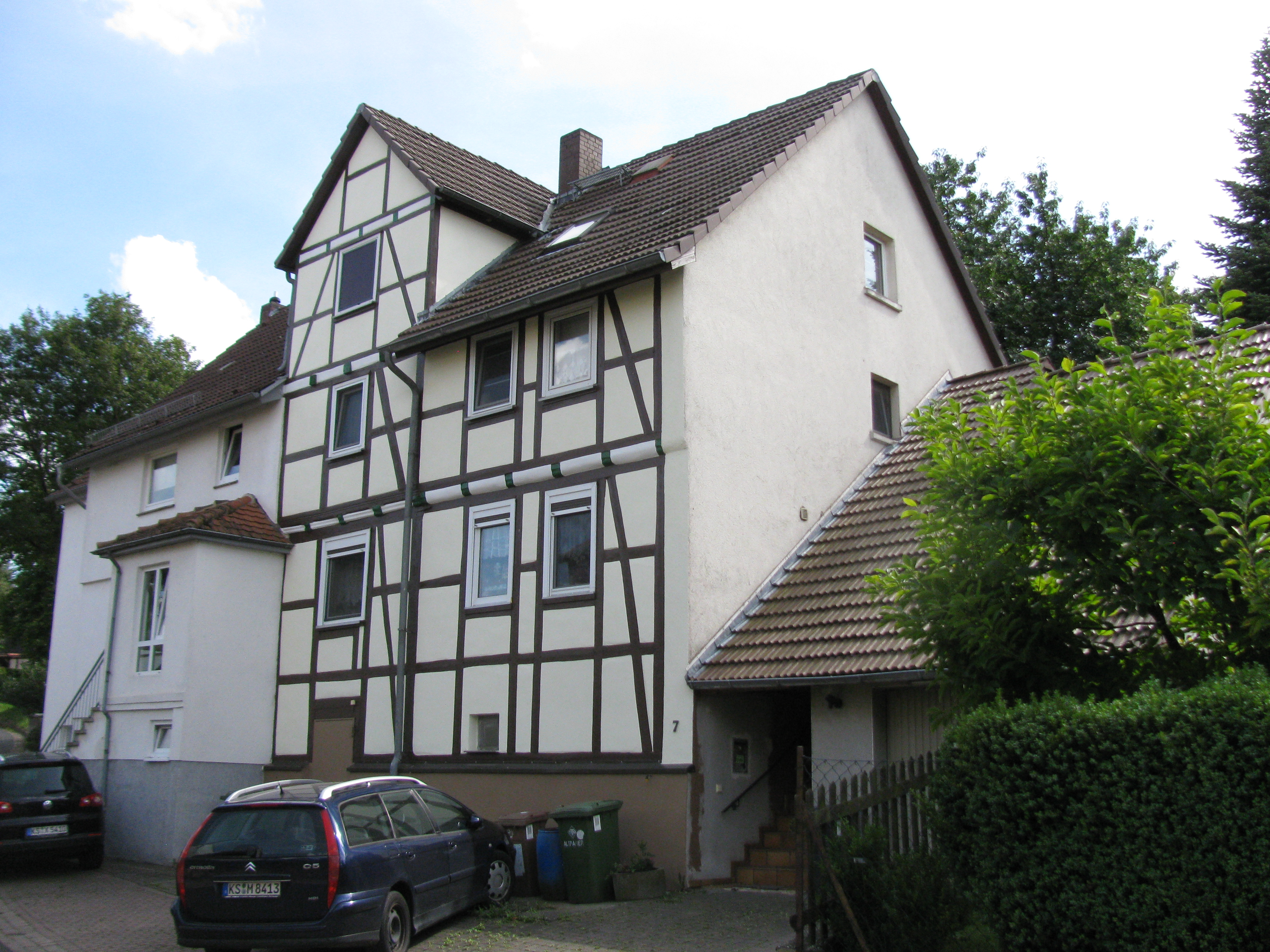
Bachstraße 7
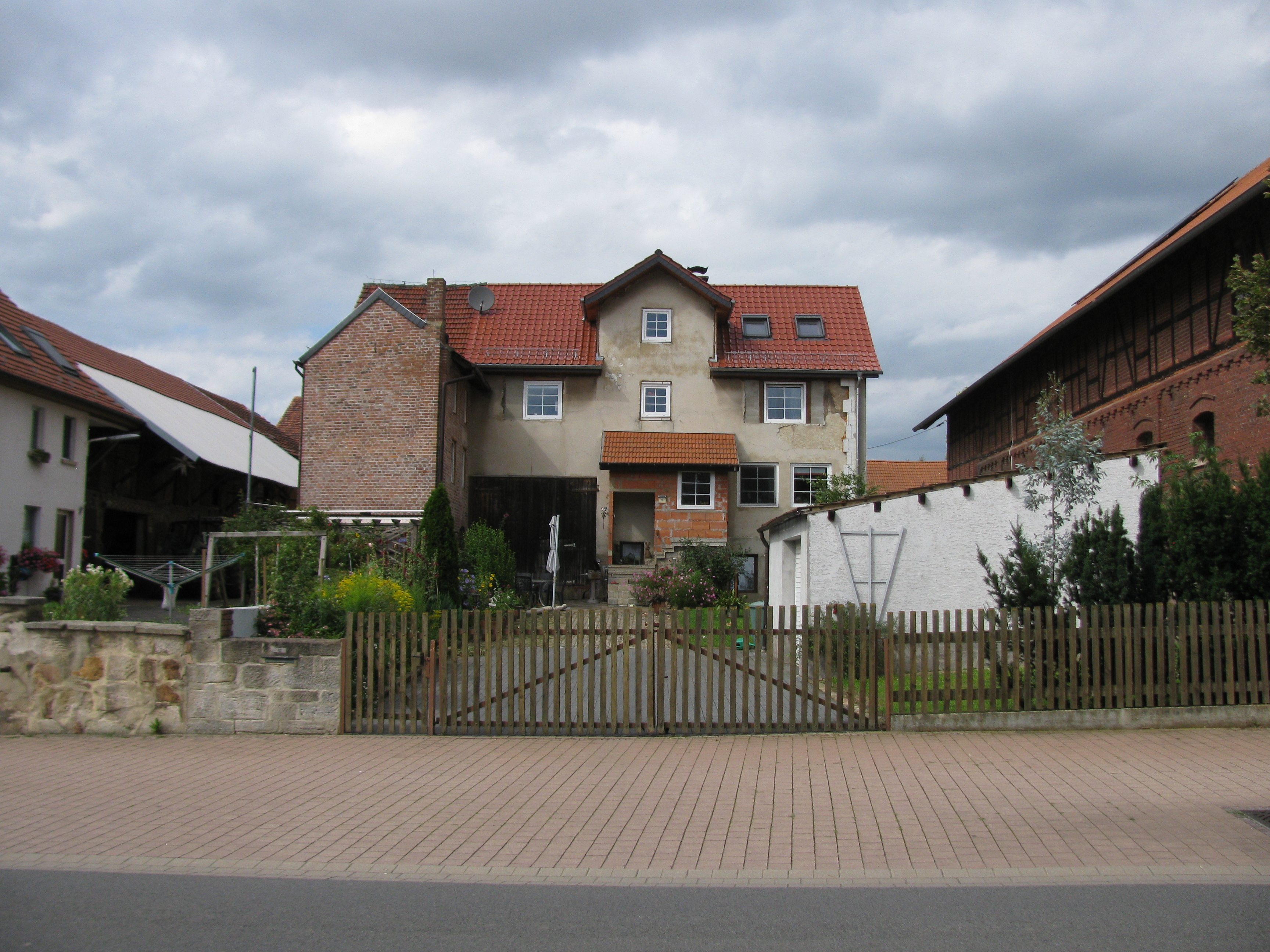
Dennhäuser Straße 6
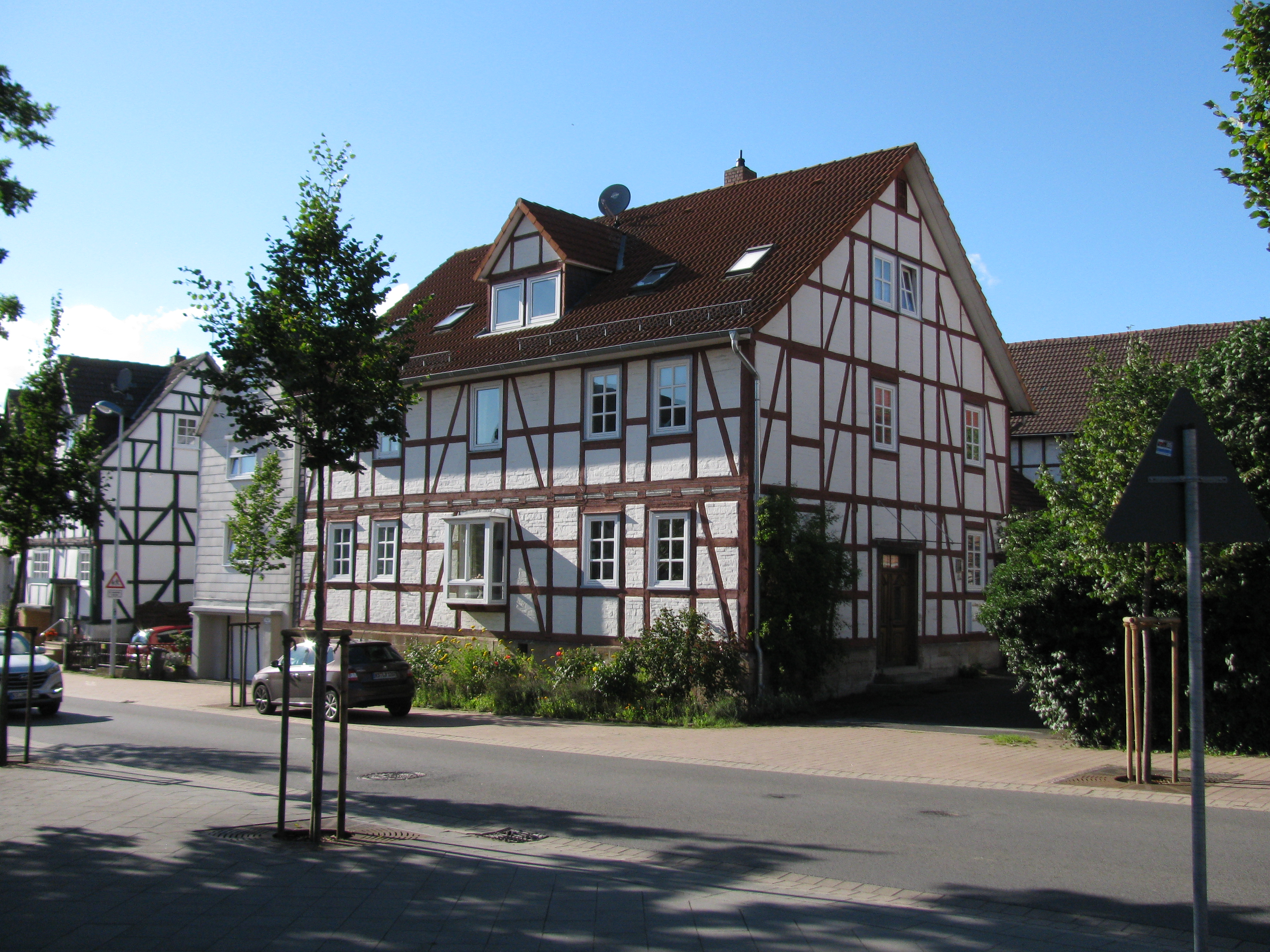
Dennhäuser Straße 10
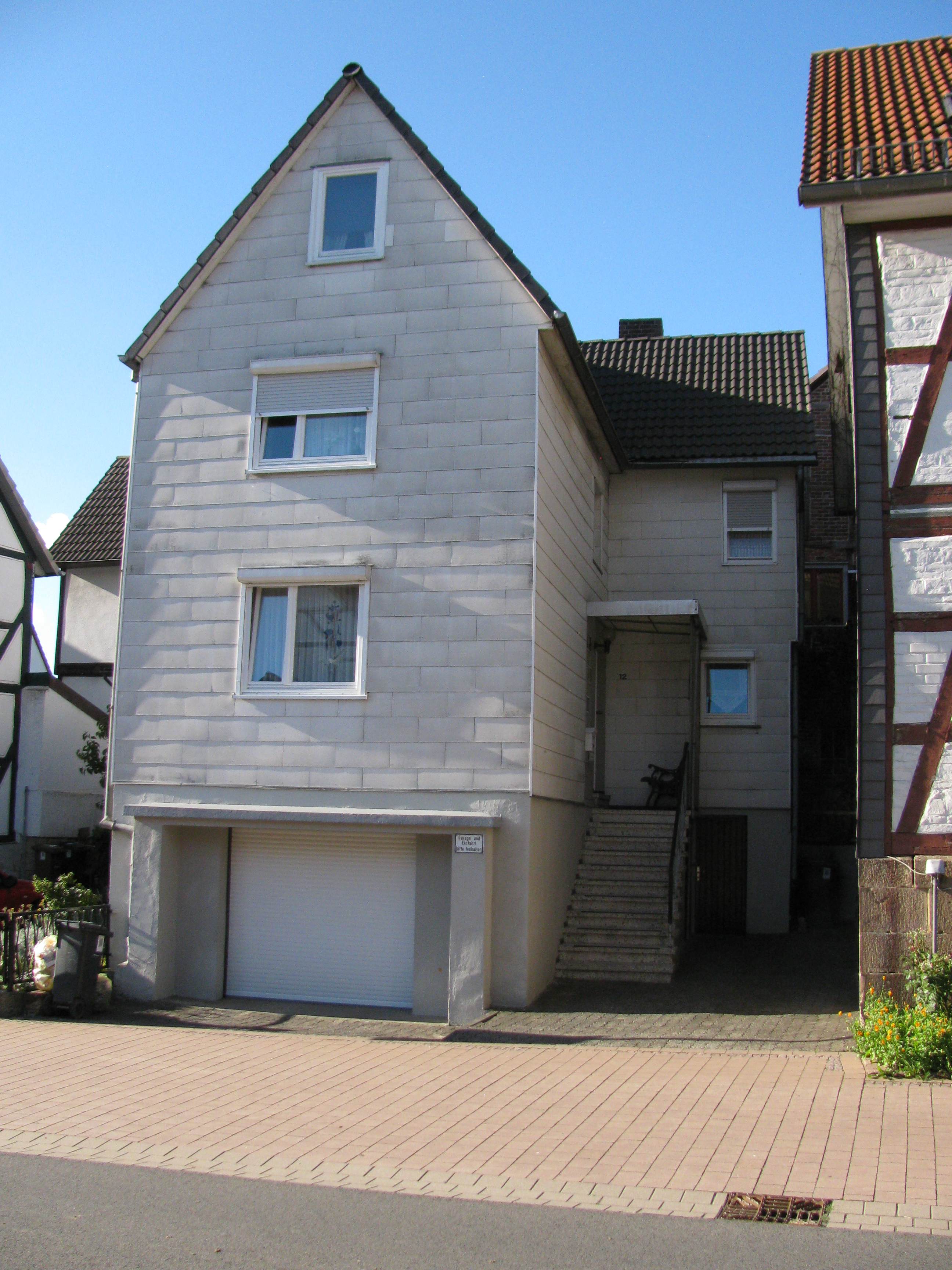
Dennhäuser Straße 12
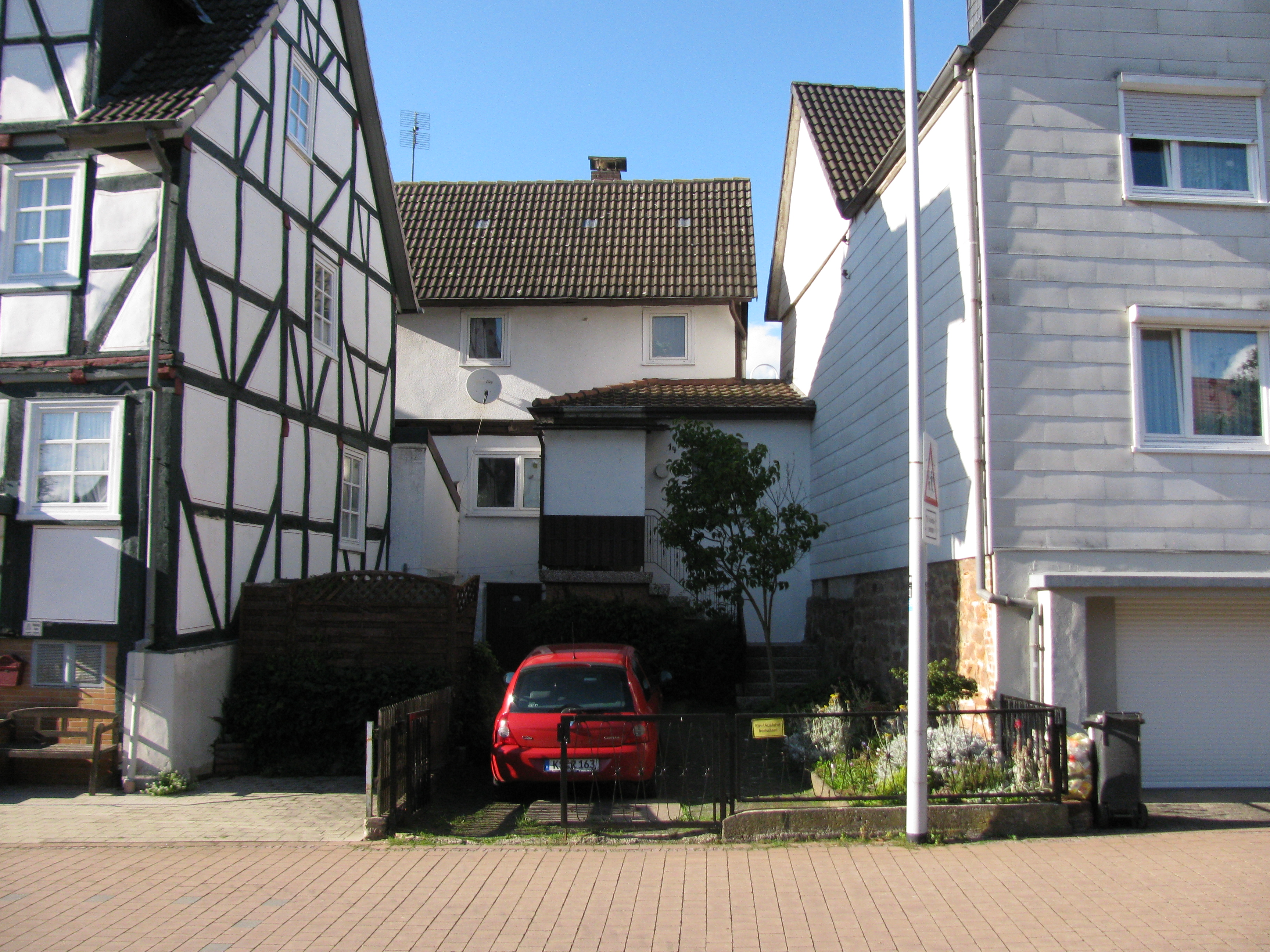
Dennhäuser Straße 14
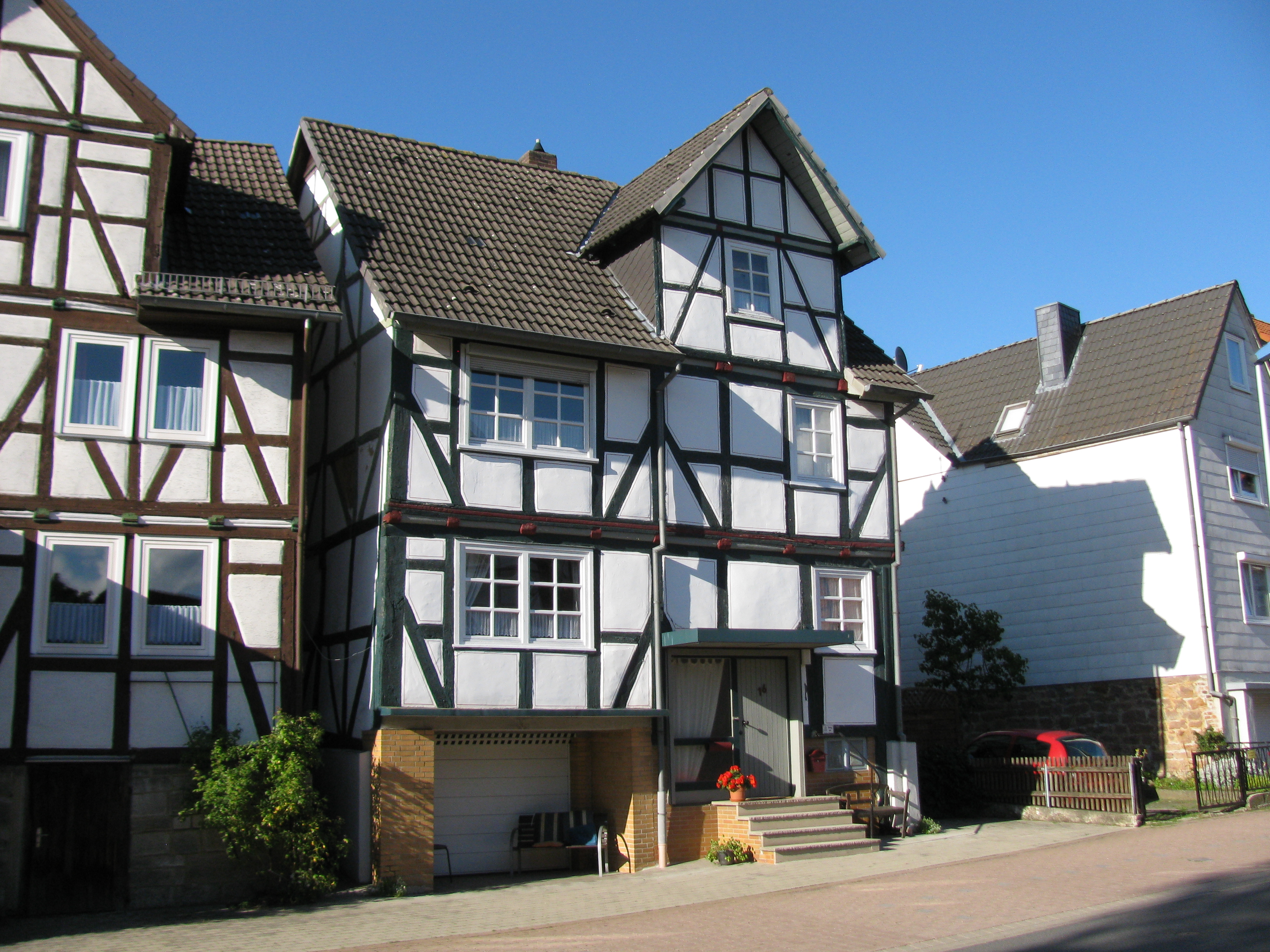
Dennhäuser Straße 16
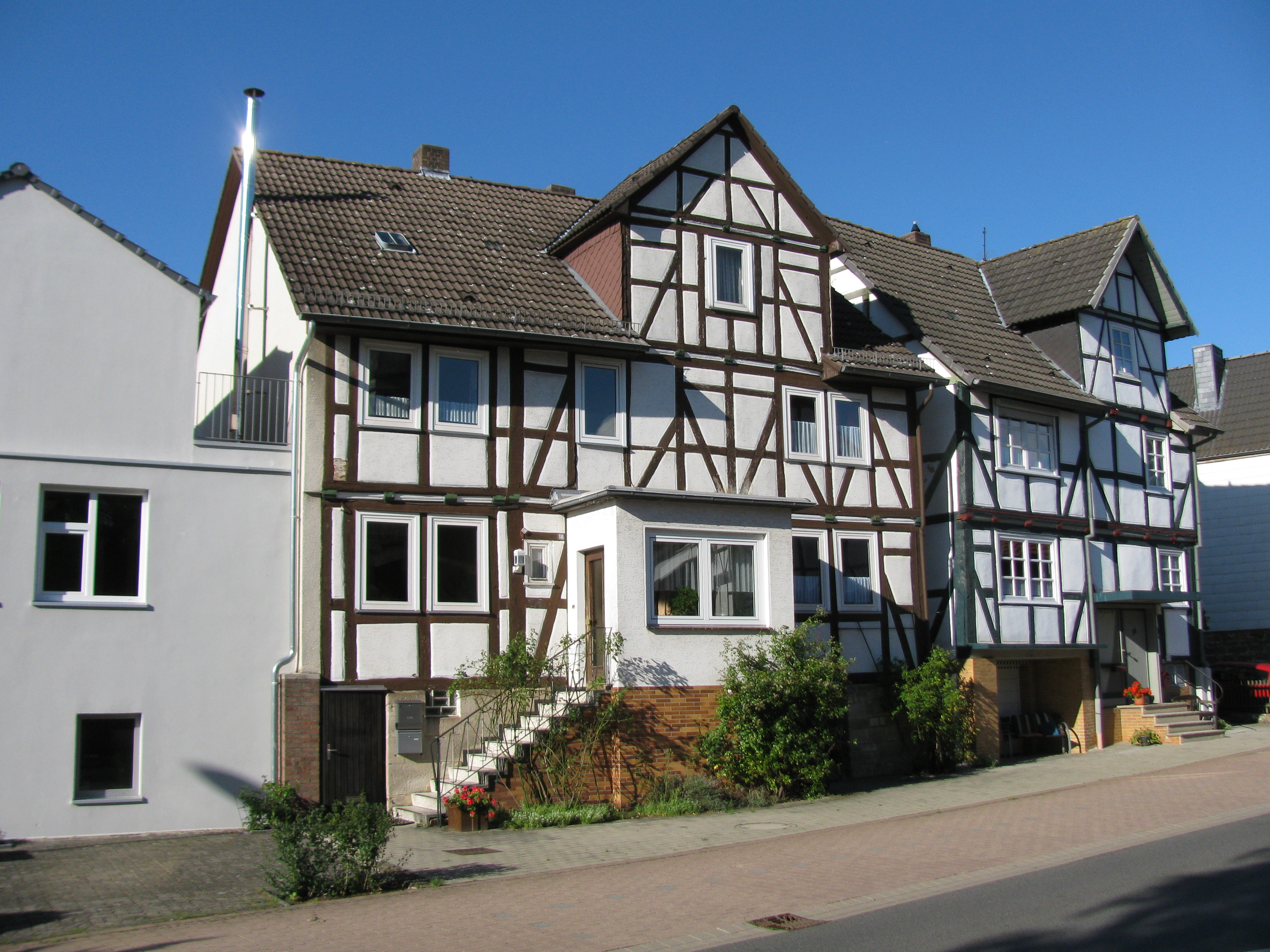
Dennhäuser Straße 18
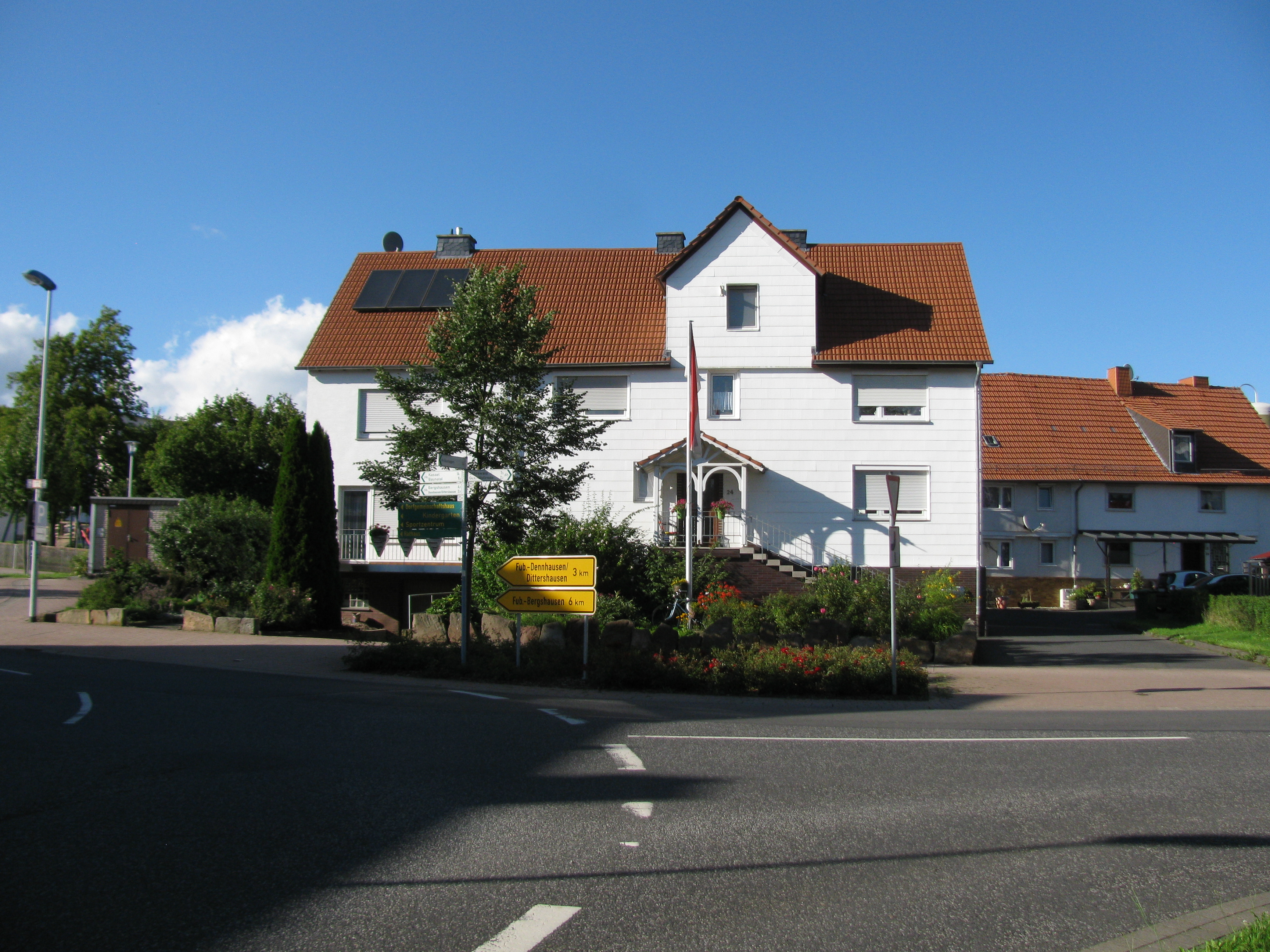
Dennhäuser Straße 24
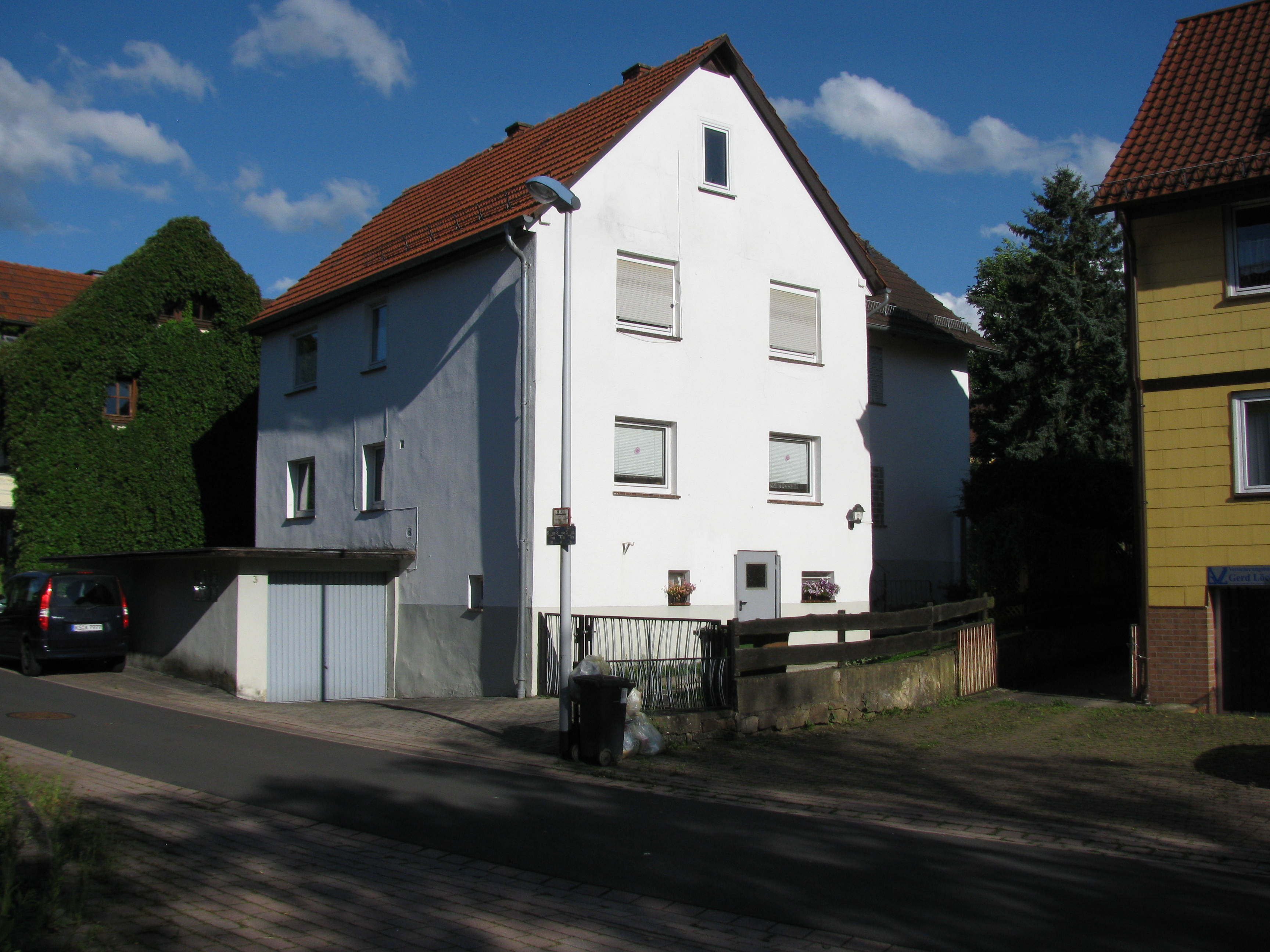
Gasse 3
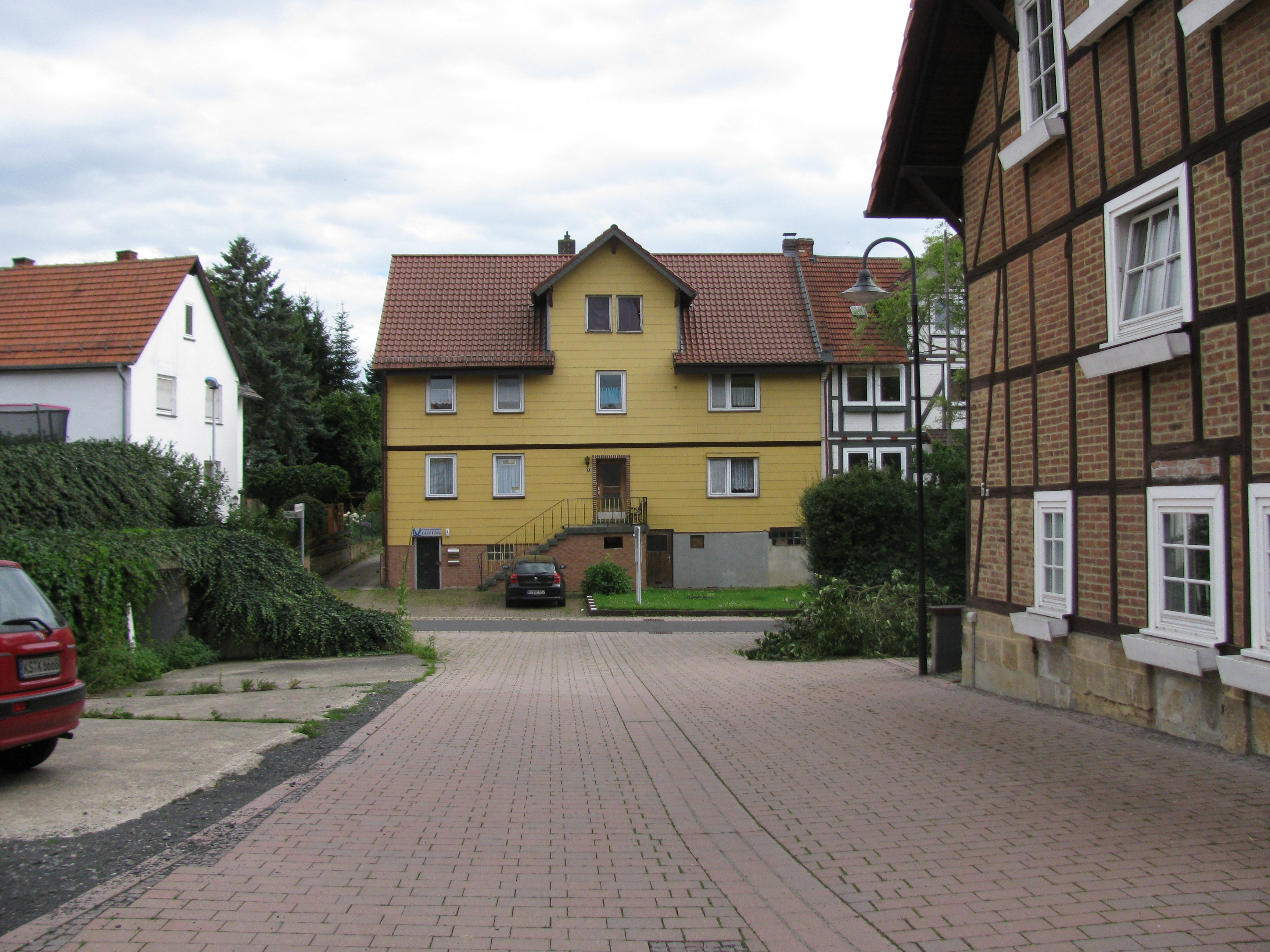
Gasse 5
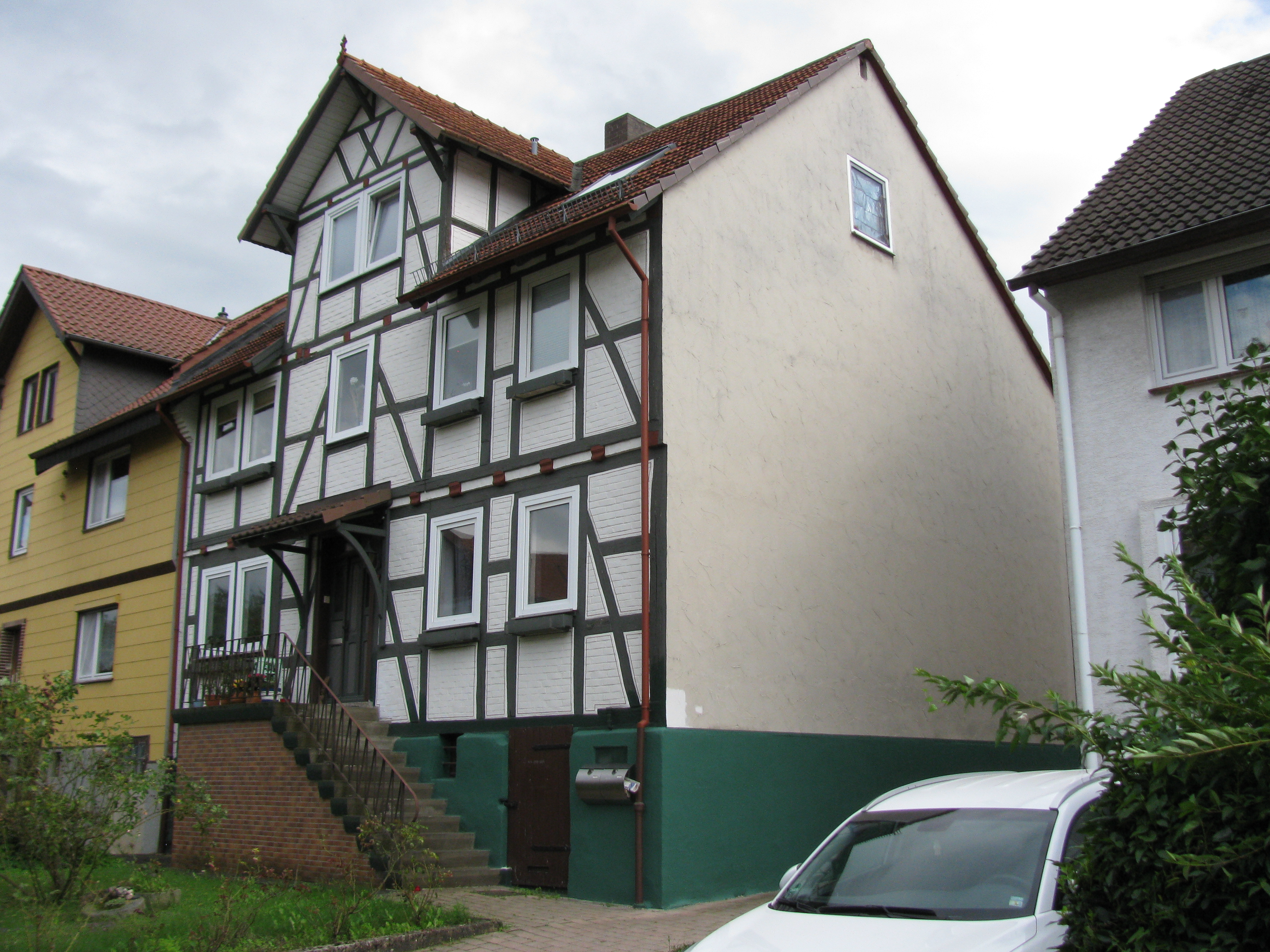
Gasse 7
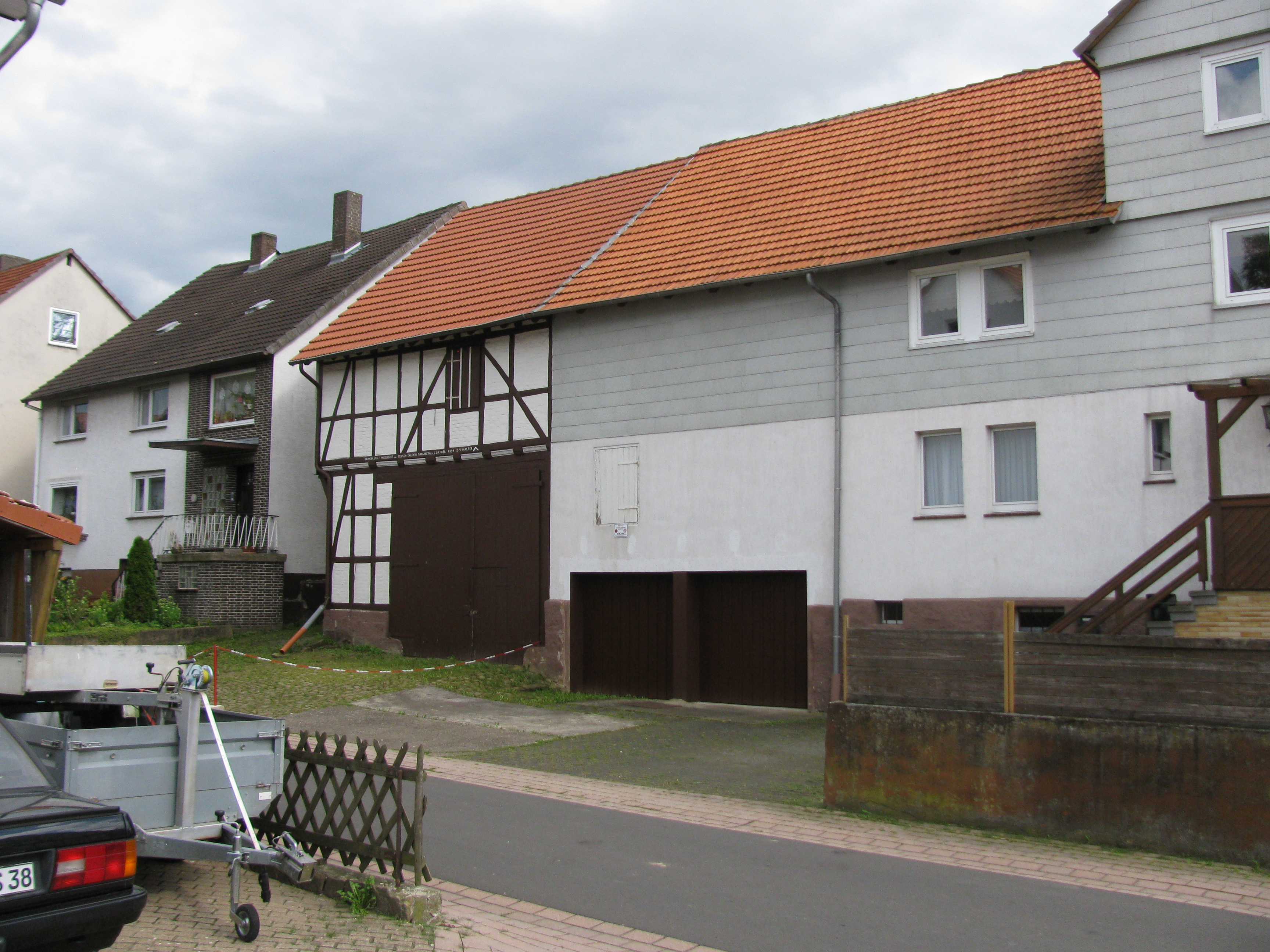
Gasse 9
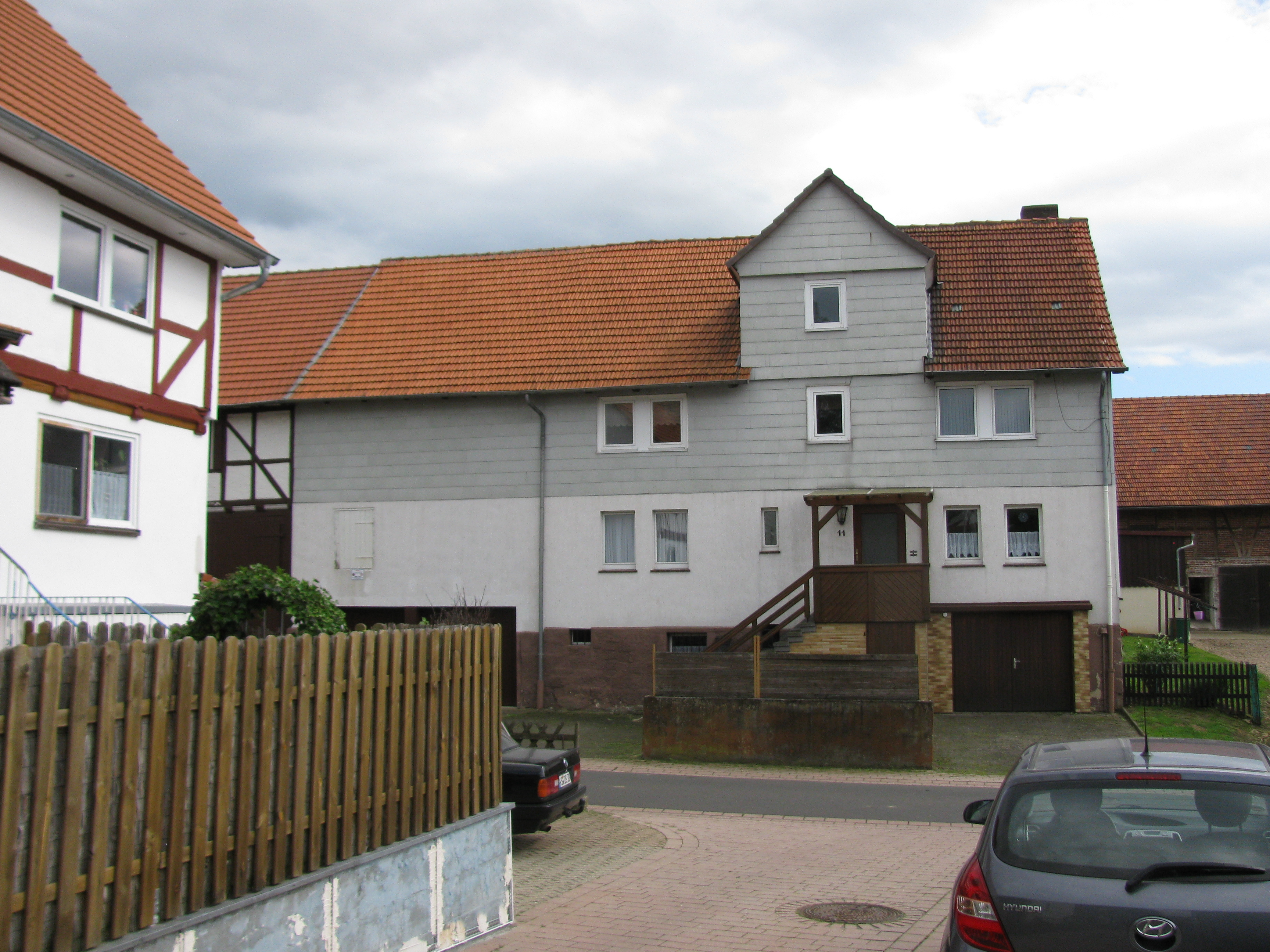
Gasse 11
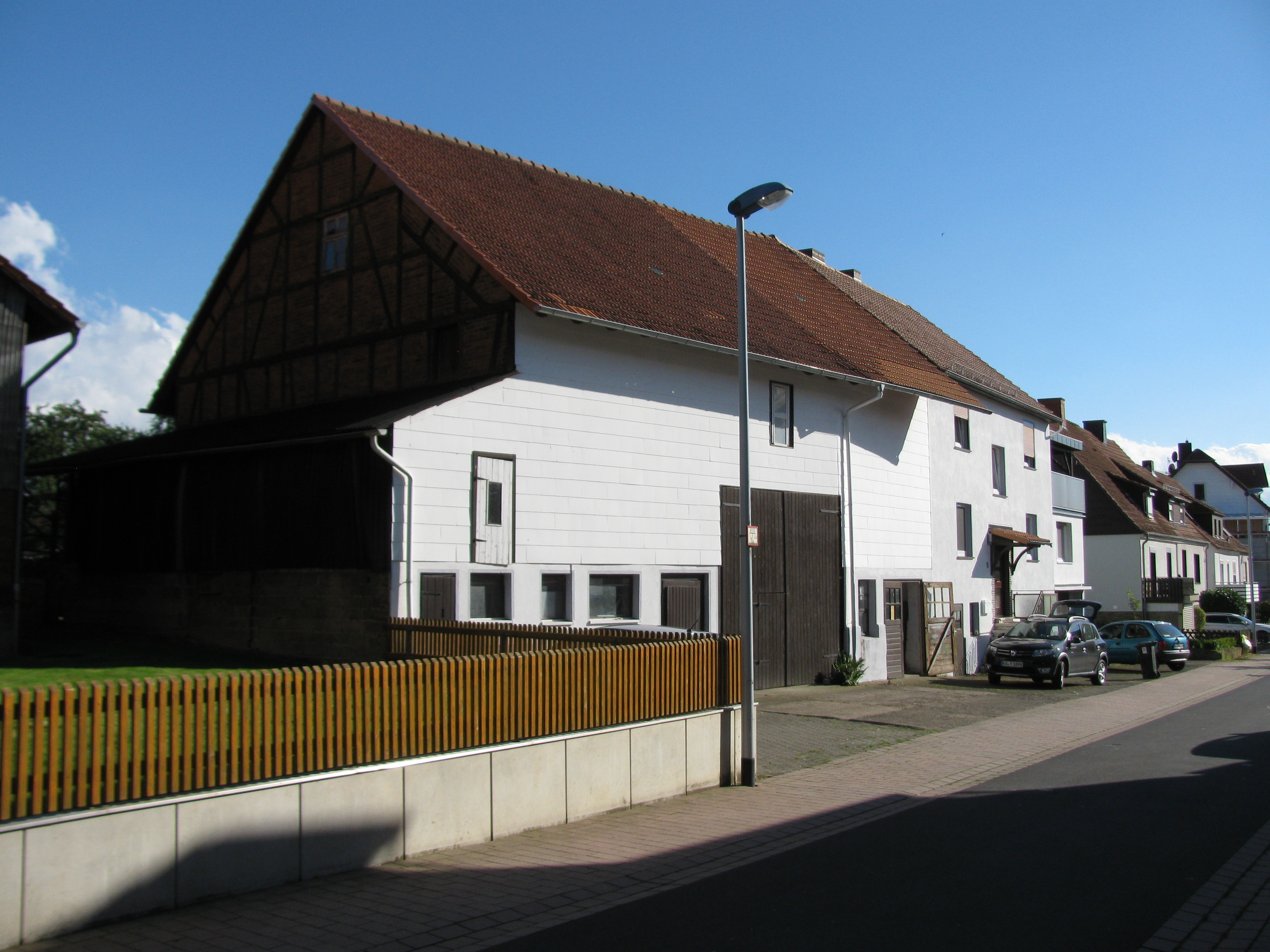
Gasse 15
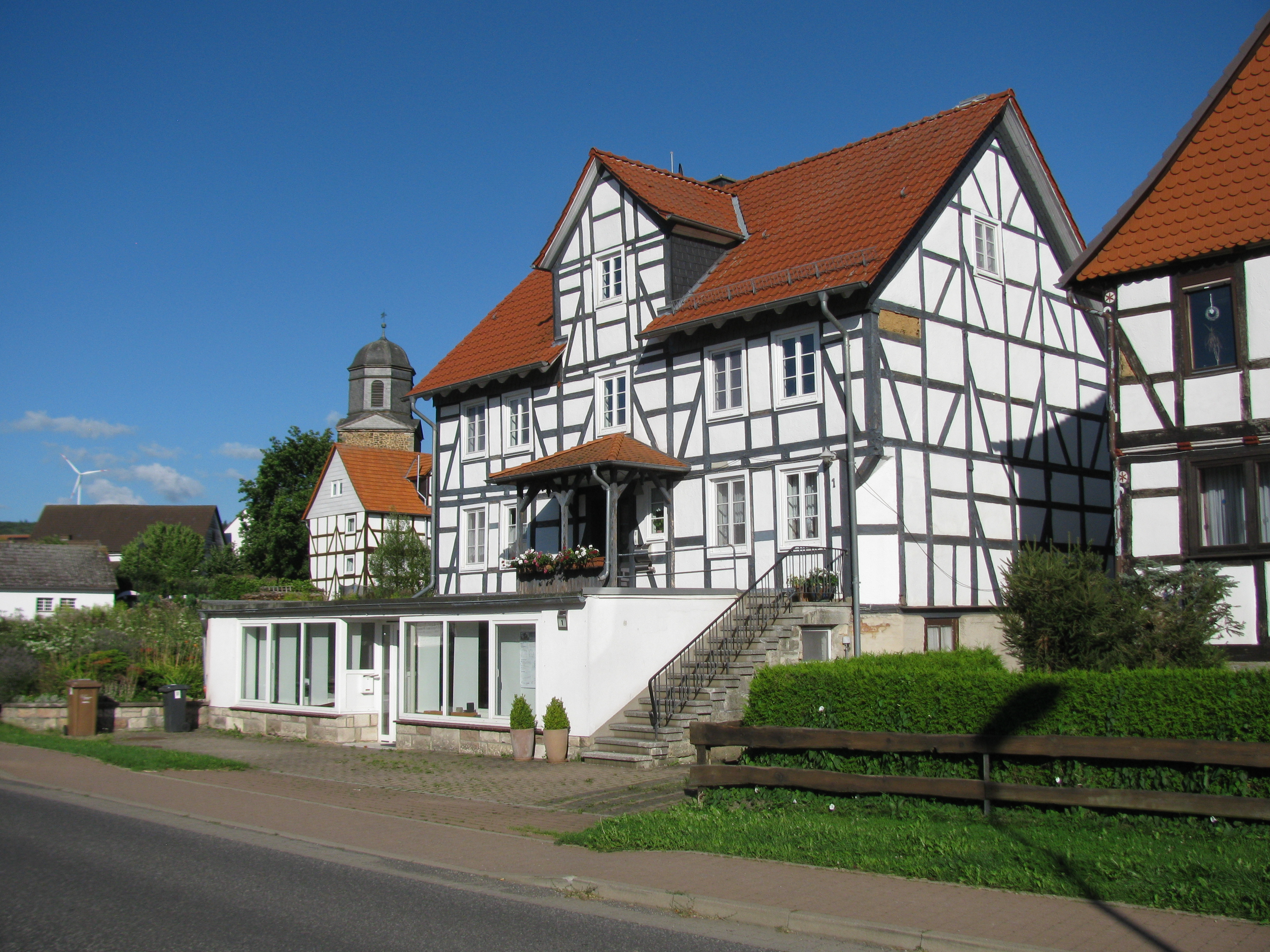
Guntershäuser Straße 1
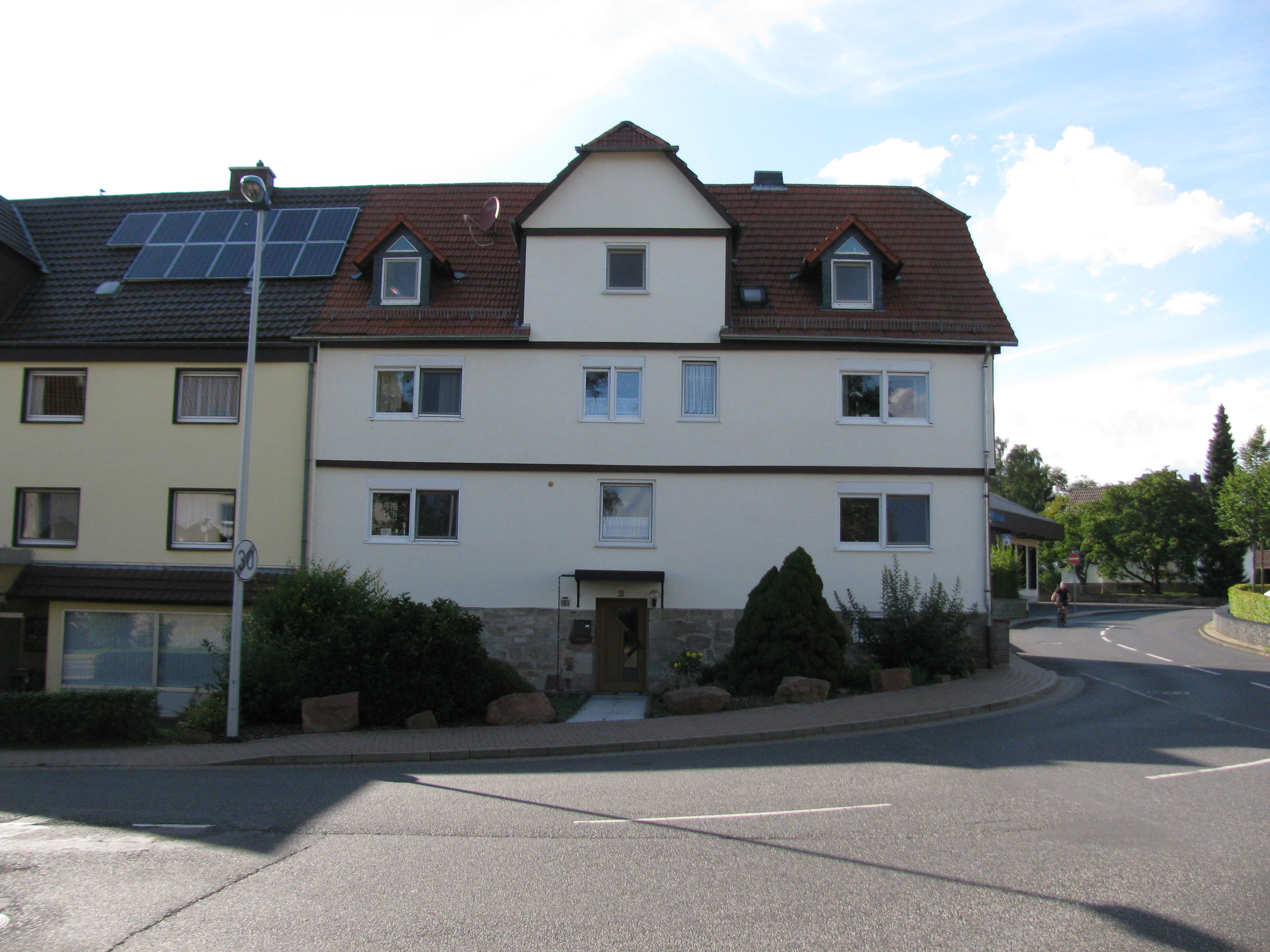
Guntershäuser Straße 2
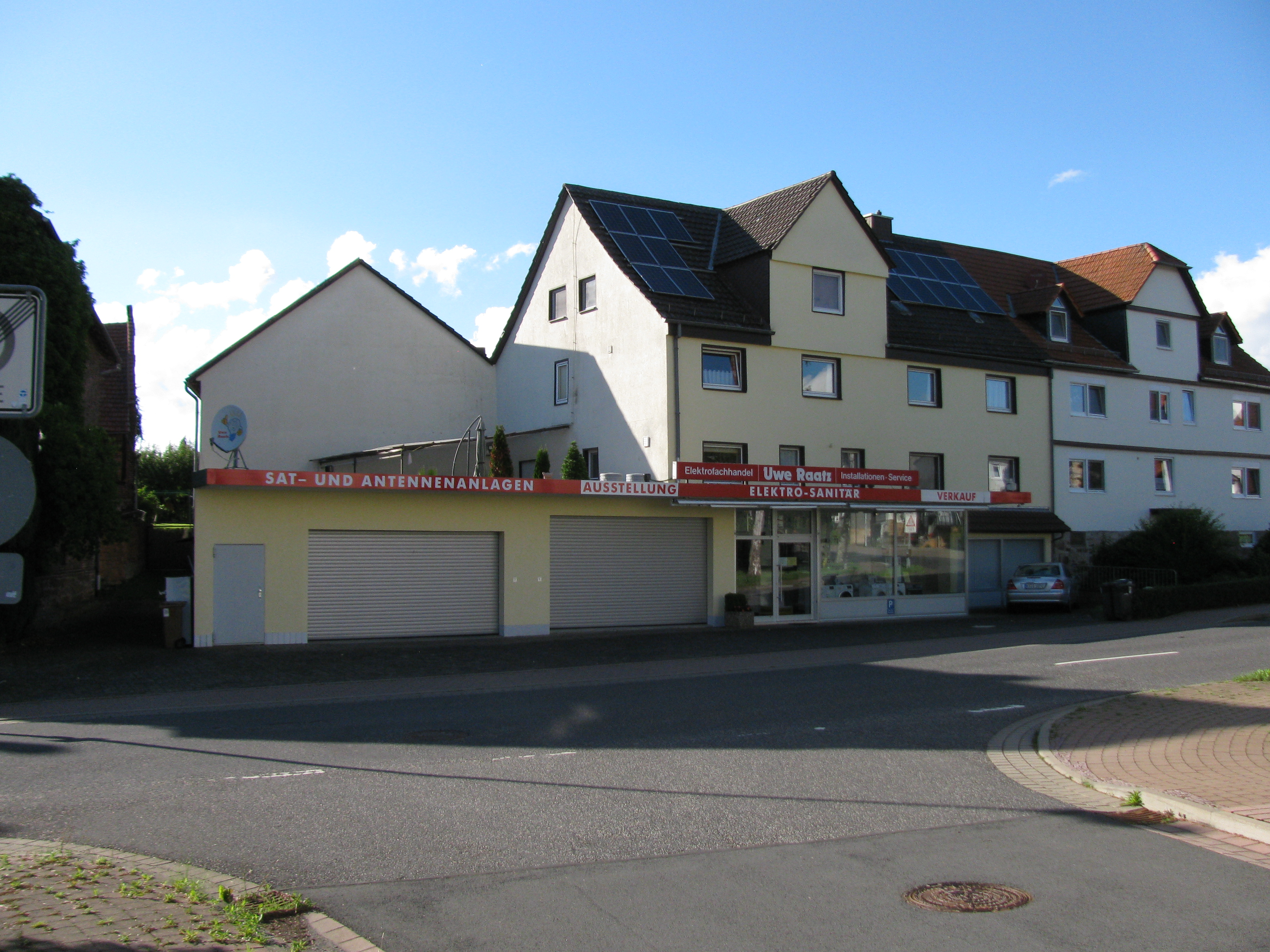
Guntershäuser Straße 4
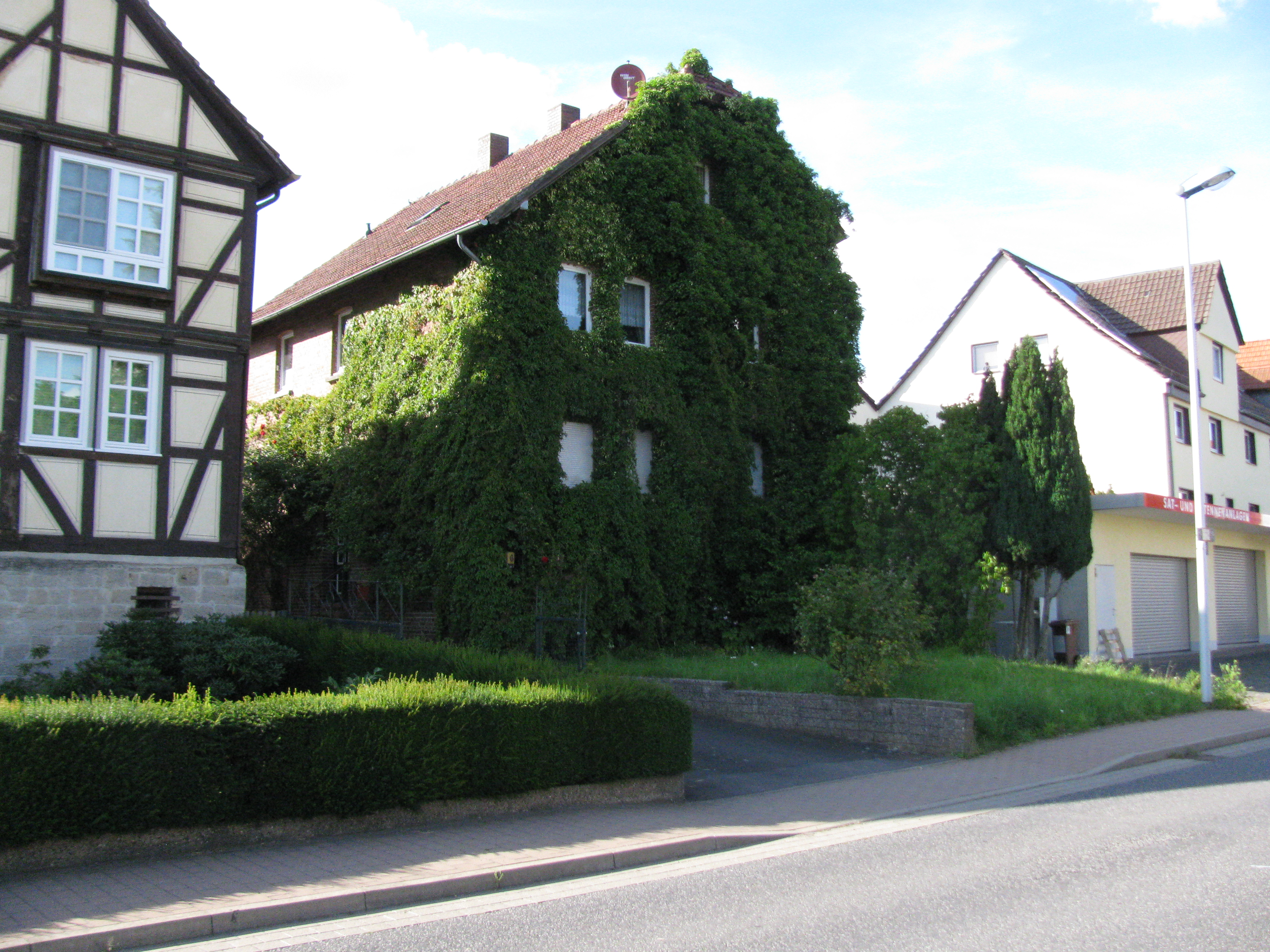
Guntershäuser Straße 6
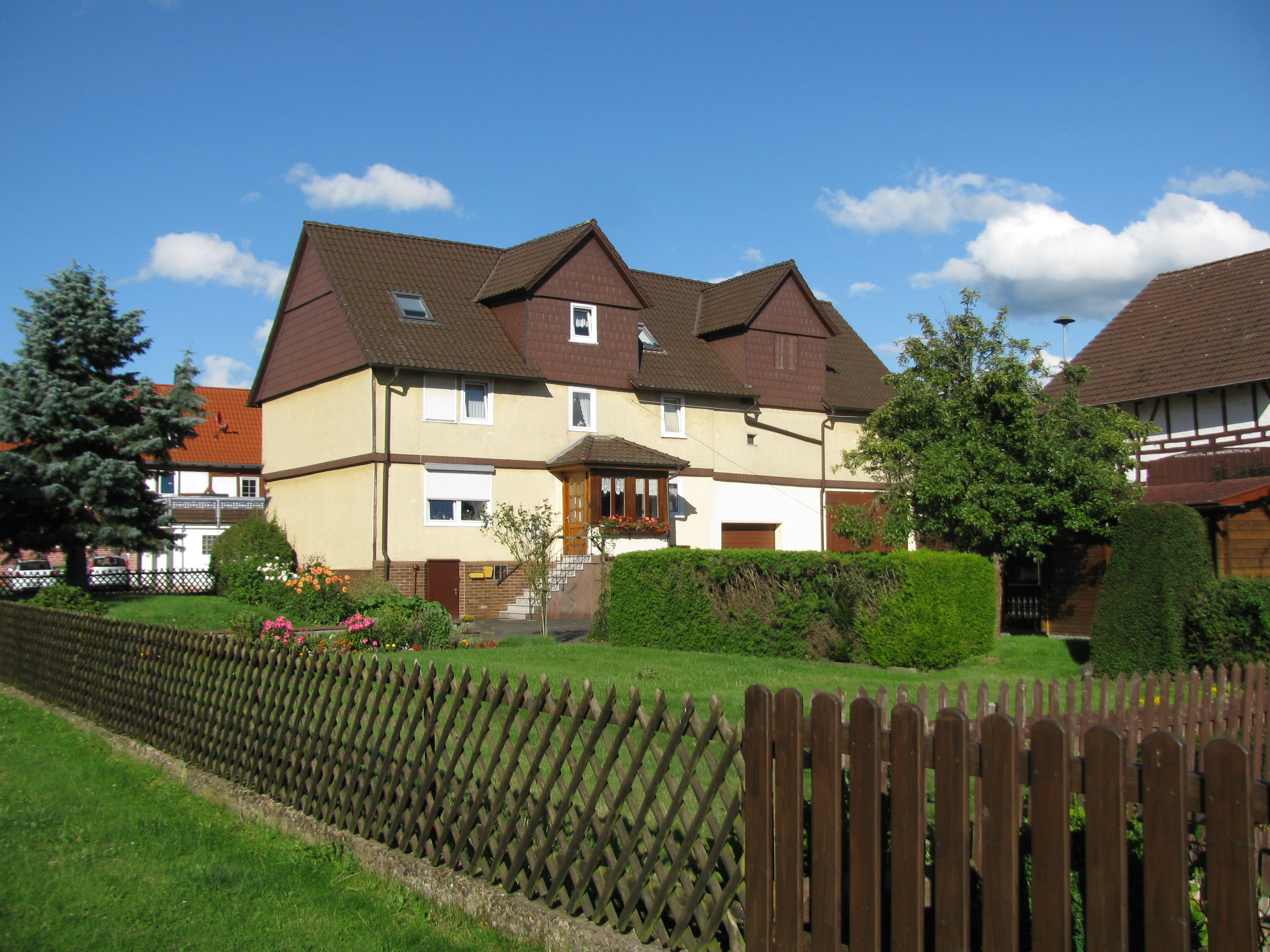
Guntershäuser Straße 9
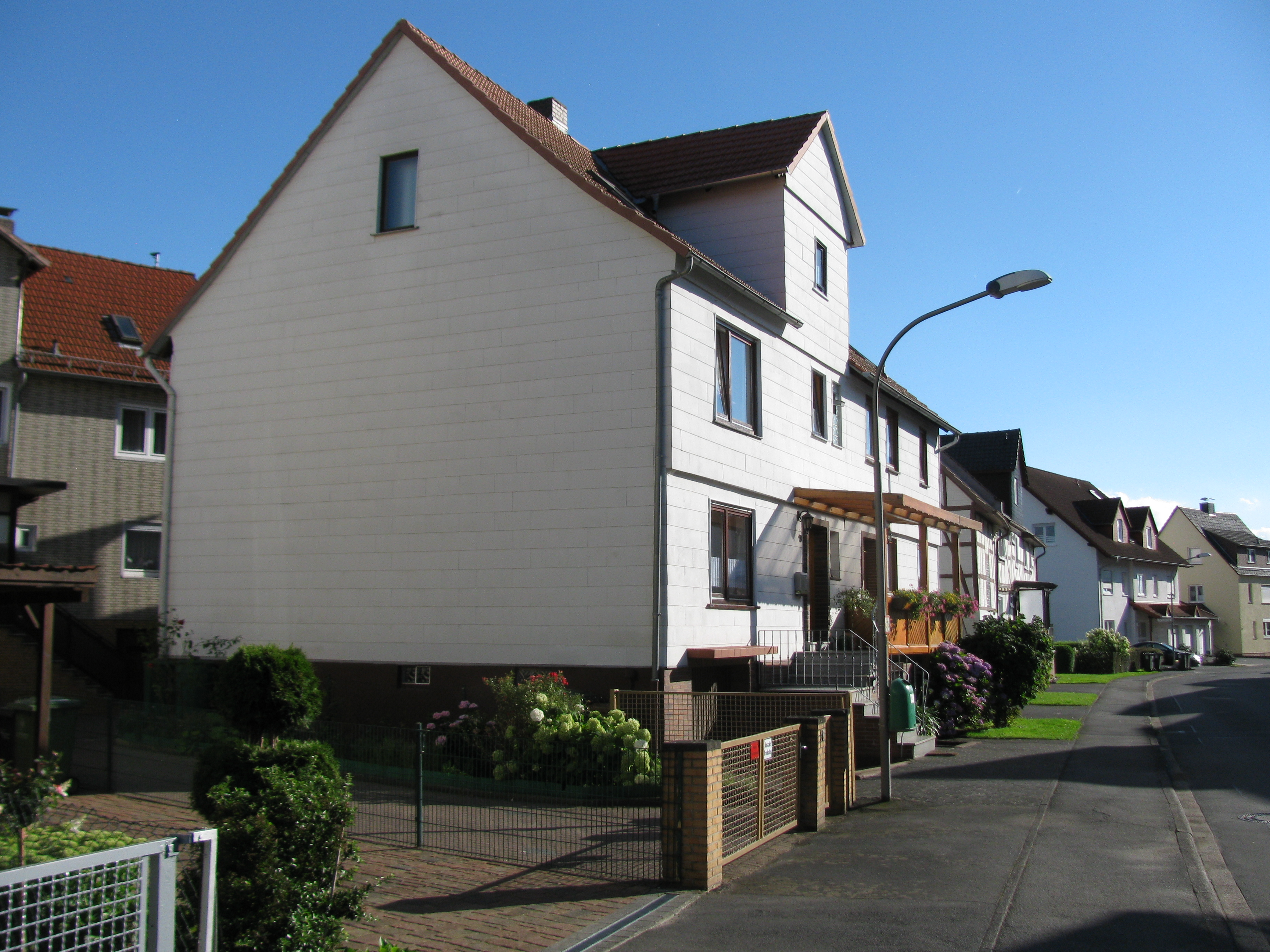
Guntershäuser Straße 19